# Renault
Renaultⓘ [rəˈnoː] ist ein französischer Automobilhersteller. Nach der strategischen Allianz zwischen Renault und Nissan im Frühjahr 1999 und der Beteiligung von Nissan an Mitsubishi im Herbst 2016 war Renault-Nissan-Mitsubishi einer der größten Automobilhersteller der Welt. Im Jahr 2015 arbeiteten weltweit über 120.000 Mitarbeiter bei Renault und produzierten 2,8 Millionen Fahrzeuge, 2022 waren es 2,05 Millionen. Nach der Verhaftung von Carlos Ghosn kühlte sich das Verhältnis ab, die Gruppe veröffentlicht keine gemeinsamen Verkäufe mehr. Renault versucht seitdem sein Engagement bei Nissan zurückzufahren.
Mit einem Umsatz von 46,4 Mrd. US-Dollar stand Renault laut Forbes Global 2000 auf Platz 286 der weltgrößten Unternehmen (Stand: GJ 2022). Das Unternehmen kam Mitte 2018 auf eine Marktkapitalisierung von 31 Mrd. US-Dollar, im März 2023 lag sie nur noch bei 12,6 Mrd. Euro, etwa 13,8 Mrd. US-Dollar.

## Marken der Renault Group
| Sitz       | Marke                | ge- gründet |
| ---------- | -------------------- | ----------- |
| Frankreich | Renault              | 1898        |
| Frankreich | Alpine               | 1955        |
| Rumänien   | Dacia                | 1966        |
| Korea Sud  | Renault Korea Motors | 1995        |

## Geschichte

### Gründung und Anfangsjahre

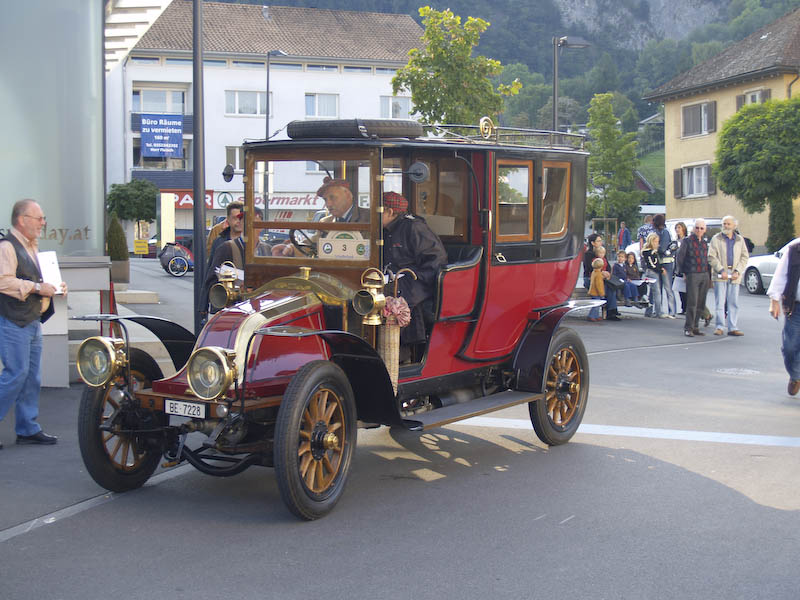
Renault V mit Vierzylinder-Motor (4500 cm³, 20 PS) von 1905

Die Société Renault Frères (Unternehmen der Gebrüder Renault) wurde von Louis (1877–1944), Fernand (1865–1909) und Marcel Renault (1872–1903) am 25. Februar 1899 offiziell gegründet. Allerdings gilt der Weihnachtsabend 1898 als Geburtsstunde der Renault-Werke. An diesem Tag war Louis Renault mit seinem in einem Schuppen in Boulogne-Billancourt selbst zusammengebauten hölzernen Automobil in Paris unterwegs. Er erhielt noch am gleichen Abend zwölf Aufträge zum Nachbau seines ersten Automobils, des später als Modell A bezeichneten Typs.
Louis Renault leitete das Unternehmen nach dem Tod seiner Brüder allein, bis er im Oktober 1944 starb. 1909 wandelte er das Unternehmen in eine Aktiengesellschaft (Société Anonyme) um, an der er mit 81 % des Kapitals beteiligt war. Fortan lautete die Firma Société anonyme des usines Renault.

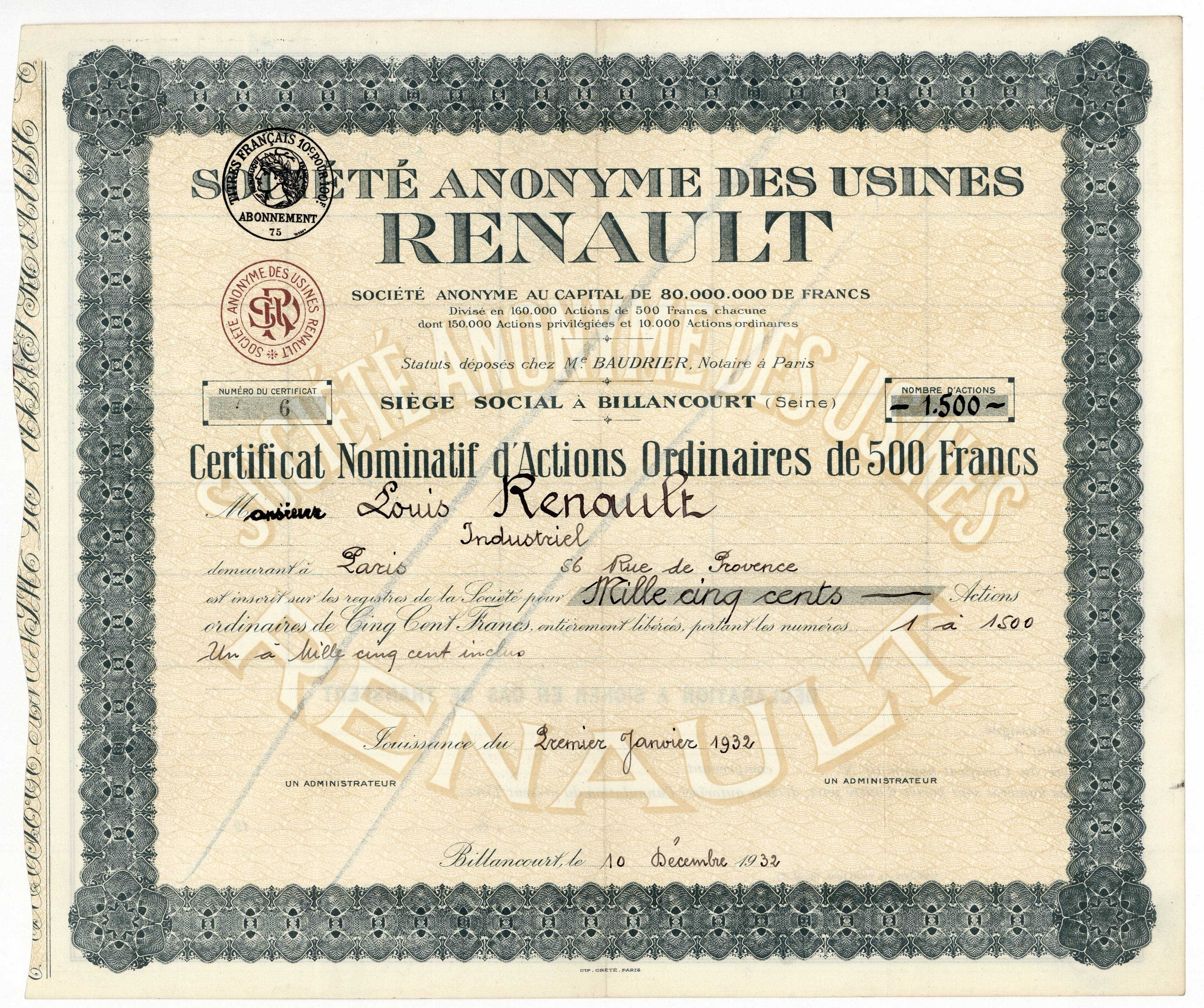
Aktie über 500 Francs der Société anonyme des usines Renault vom 1. Januar 1932, ausgestellt auf Louis Renault

Neben der Leitung war er weiterhin als Techniker tätig. Dies führte über die Jahre zu zahlreichen Patenten, die die automobile Welt weiterbrachten, zum Beispiel die Kardanwelle, die einschraubbare Zündkerze oder den Turbokompressor (Turbolader), ebenso den Sicherheitsgurt, den ersten V8-Motor für ein Flugzeug und die Trommelbremse.
Die Entwicklung des Familienunternehmens schritt schnell voran, so beschäftigte Renault um 1900 schon über 100 Mitarbeiter. Den Durchbruch zum großen Industriekonzern schaffte Renault im Jahr 1906, als ein Pariser Taxiunternehmen 250 Taxis bei Renault bestellte.

### Das frühe 20. Jahrhundert

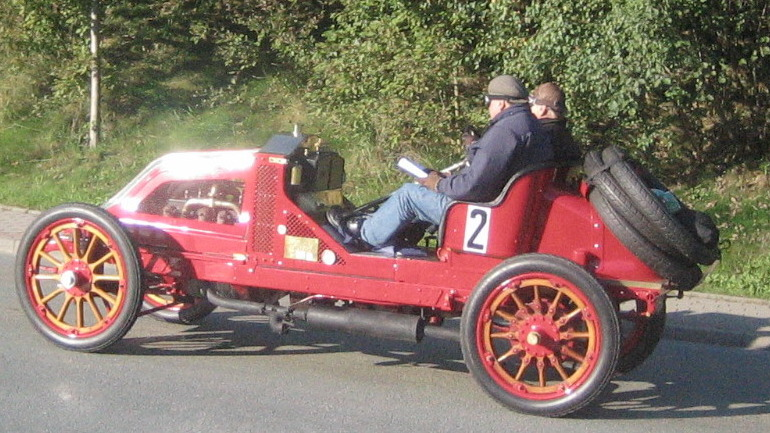
Renault Grand Prix, 1907

Renault begann schon früh mit der Produktion von Nutzfahrzeugen. 1909 gab es bereits Drei- und Fünftonner und 1915 eine Zugmaschine mit Allradantrieb und -lenkung. 1913 produzierte Renault das zehntausendste Fahrzeug. Diese Zahl an Autos reichte fast an die Produktionszahlen von Ford heran und war in Europa einzigartig.
Während des Ersten Weltkriegs wurden Panzer, Militär-Lkw, Flugmotoren sowie Munition hergestellt. Renault zeichnete sich auch hier durch innovative technische Lösungen aus. So war der Renault FT der erste Panzer mit einem drehbaren Turm und einer selbsttragenden Wanne.
Zu einem Mythos des Weltkrieges wurde der Renault Type AG, der vornehmlich von Taxifahrern genutzt wurde: Als zum Beginn des Krieges die Truppen nicht schnell genug zur Front an die Marne gebracht werden konnten, übernahmen das die Pariser Taxifahrer mit den „Marnetaxis“ von Renault. Durch seine Tätigkeit für Frankreich im Ersten Weltkrieg war Renault nationaler Held geworden, er wurde deshalb 1918 zum Offizier der Ehrenlegion ernannt.

#### Produktionszahlen der Jahre 1898 bis 1908
| Jahr                            | 1898  | 1899  | 1900   | 1901   | 1902   | 1903   | 1904   | 1905   | 1906   | 1907  | 1908  |
| ------------------------------- | ----- | ----- | ------ | ------ | ------ | ------ | ------ | ------ | ------ | ----- | ----- |
| Renault                         | 6     | 71    | 179    | 347    | 509    | 778    | 1.076  | 1.179  | 1.619  | 3.066 | 4.600 |
| französische Automobilindustrie | 1.631 | 4.914 | 10.039 | 16.486 | 23.711 | 30.204 | 37.322 | 47.302 | 55.000 |       |       |

### Die Zeit zwischen den Weltkriegen

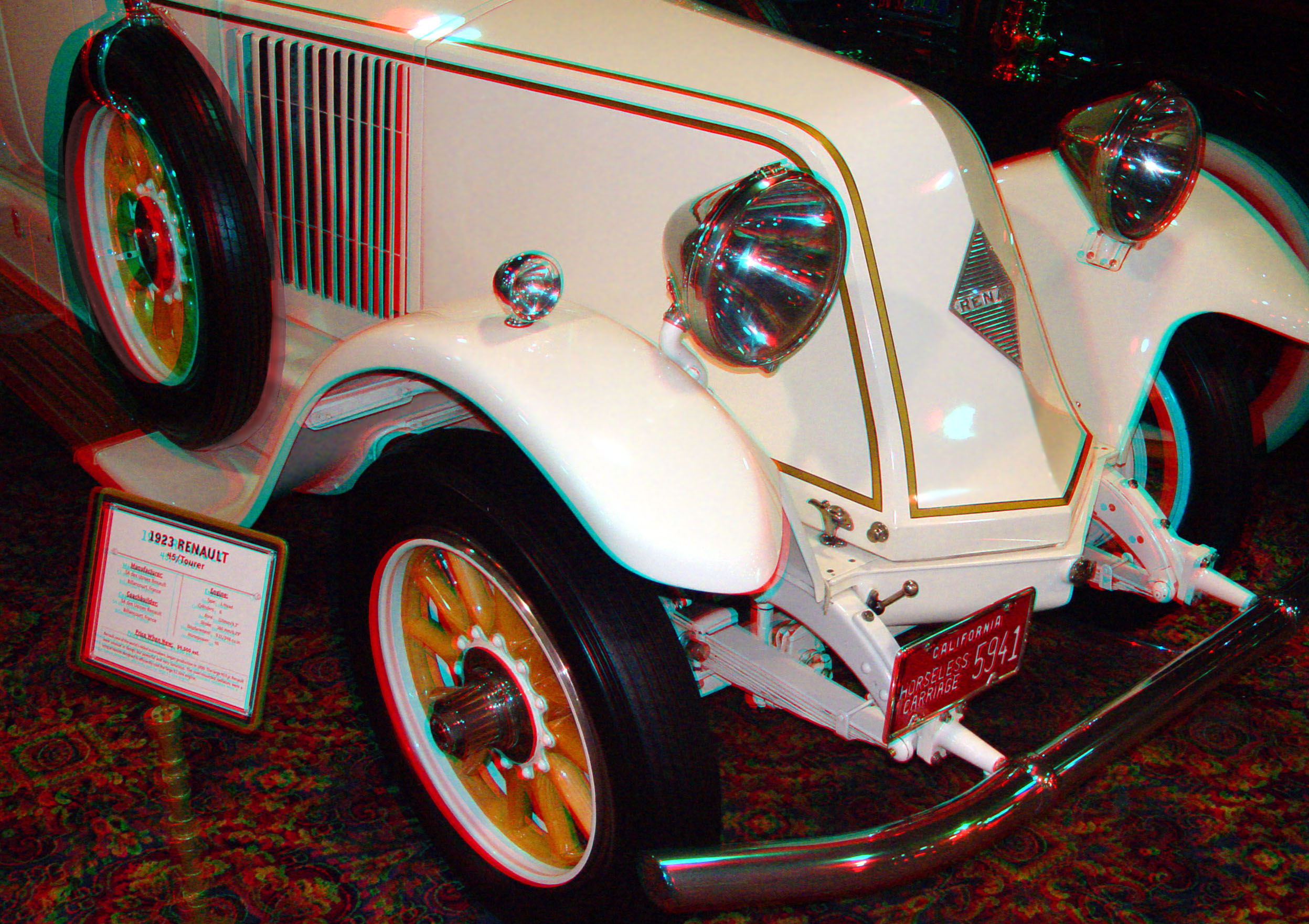
Sehr großes 1923-Modell in 3D

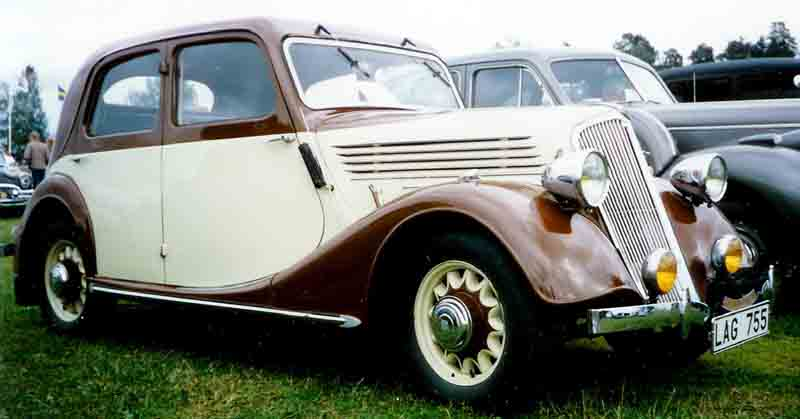
Renault Celtaquatre, 1934

Nach dem Ersten Weltkrieg nahm Renault die Automobilproduktion mit leicht modifizierten Vorkriegsmodellen wieder auf. Aber bald schon expandierte Renault nicht nur bei der Vielzahl seiner Automodelle, sondern wagte sich auch in weitere Sparten vor, wie die Produktion von Bootsmotoren, Lokomotiven und Flugzeugen (Renault erwarb 1933 den Flugzeughersteller Caudron). Außerdem wurden erste Traktoren entwickelt und gebaut. Eine der Fertigungsstätten wurde ab Mitte der 1930er-Jahre Le Mans.
1929 wurde der erste Diesel-Lkw vorgestellt, der seit den 1930er-Jahren große Verbreitung fand. Zur Zeit der Weltwirtschaftskrise ging die Produktion in die Richtung energiesparender Fahrzeuge. So verbrauchte der Renault 6CV um die 3,7 Liter Kraftstoff auf 100 km.
In den 1930er-Jahren baute Renault eine Produktionsstätte auf der Seine-Insel Île Seguin auf. Auf der 70.000 m² großen Insel entstand das damals größte und modernste Automobilwerk in Europa, das noch heute als Stammwerk gilt. Außerhalb der USA besaß Renault die längste Fließbandstraße; sie war 1,5 km lang. Bis zum Ausbruch des Zweiten Weltkriegs produzierte Renault überwiegend repräsentative Luxusautomobile.
Weil Louis Renault Zulieferer für unzuverlässig hielt, machte er sich durch Eigenproduktionen wie Stahlblech und Zündkerzen unabhängig. Selbst ein eigenes Kraftwerk wurde errichtet. Daneben wurden auch Gullydeckel und kleinere Haushaltsartikel wie Kantinenbesteck und Watte hergestellt (zeitweilig war Renault größter Wattefabrikant des Landes).

#### 1930–1940: Militärproduktion und Aufrüstung
Die Fertigung von militärisch genutzten Fahrzeugen und Panzern hatte sich in der Zeit des Ersten Weltkrieges als bedeutende Sparte für das Haus Renault entwickelt. Konsequent wurden in diesem Bereich bestehende Verbindungen zum französischen Militär genutzt, um auch bei den Rüstungsprojekten der 1930er Jahre und nach Beginn der deutschen Wiederaufrüstung teilzuhaben. Mit dem Renault MH und dem Renault OX baute Renault die ersten Anderthalb- und Dreitonner-LKW mit der Antriebsformel 6×4.
Im Rahmen von Grundlagenentwicklungen wurden mehrere Vollkettenschlepper als Versuchsträger für weitere Entwicklungen gebaut (Renault YI, YJ, YK).

##### Gepanzerte Fahrzeuge

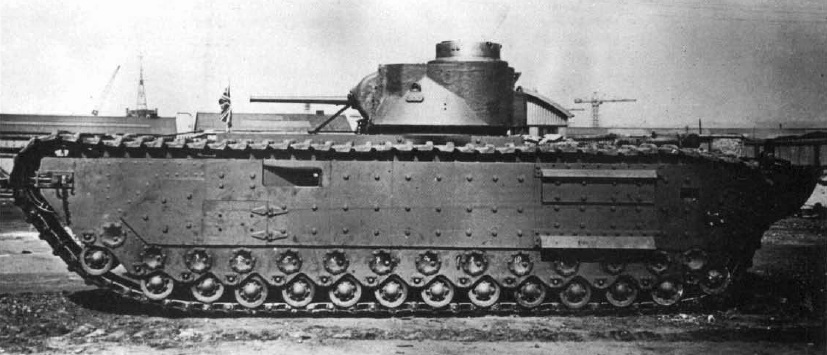
Prototyp A20 Char de Forteresse

Der Renault FT-Panzer war ein großer kommerzieller Erfolg, und die Firma Renault gewann Anfang der 1930er Jahre eine Ausschreibung für einen leichten, unbewaffneten, gepanzerten Kettenschlepper für die Versorgung von Infanterieeinheiten auf dem Schlachtfeld. Vom Renault UE wurden über 5.000 Stück bestellt; er wurde ab 1932 gefertigt.
Ein leichter Panzer für die Aufklärung, der AMR 33 (121 Stück), und sein Nachfolger, der AMR 35 (200 Stück), wurden zwischen 1932 und 1935 geliefert.
Als Kampfpanzer gingen die Typen Char D1 (160 Stück im Jahr 1932), Char D2 (100 Stück im Jahr 1936) und der schwere Panzer Char B1 (182 von 369 ab 1935 gebauten Fahrzeugen), dessen Produktion auf verschiedene Firmen verteilt worden war, an die französischen Streitkräfte.
Wichtiger für Renault waren der Renault R35 Mod. 1935 (ca. 1540 Stück) und sein Nachfolger Renault R40 (155 Stück). Sie wurden als Nachfolger der veralteten FT-Panzer gefertigt.
Angesichts dieser Produktionszahlen (2.153 von 3.800 Panzern und 5.000 von 12.500 Gefechtsfahrzeugen) war Renault der größte Panzer-Hersteller in Frankreich.
Noch im Mai 1940 (am 10. Mai 1940 begann die Wehrmacht den Westfeldzug) lieferte Renault 250 Panzer aus.

##### Standorte
Die Fertigung der Panzerfahrzeuge und von Bauteilen erfolgte in den Werken Billancourt und Issy-les-Moulineaux, wobei letzteres für die Endmontage verantwortlich war. Bis April 1940 lieferte das Werk in Billancourt mehr Fahrwerkskomponenten als in Issy-les-Moulineaux verarbeitet werden konnten. Ab 1937 wurden auch die Werke Berliet in Lyon und Fouga in Béziers in die Montage der Zugmaschine Chenilette UE eingebunden.
Ein Werk in Issy-les-Moulineaux (Ateliers d'Issy-les-Moulineaux/AMX) wurde im Jahr 1936 verstaatlicht. Renault kaufte 1939 eine Traktorenfabrik in Le Mans (die Société des usines de Pontlieue) und integrierte sie. Nach dem Beginn des Zweiten Weltkrieges wurden dort Fahrwerksteile für die Chenilette UE gefertigt, und im Mai 1940 begann die Endmontage des Schleppers. In Le Mans wurden auch Fahrwerksteile für den neuen Kampfpanzer Renault R-40 produziert.

##### Kooperationen
Als der Krieg sich abzeichnete reiste Louis Renault gemeinsam mit dem Flugzeugbauer Henry Potez 1939 nach Großbritannien, um über gemeinsame Rüstungsprojekte der französischen und britischen Armee zu sprechen. Bereits ab 1938 hatte man durch Renault das Fehlen schwerer Panzer beim britischen Militär thematisiert. So war der von Harland & Wolff gebaute britische A20-Prototyp stark durch den Char B1 beeinflusst worden. Der Panzer sollte auch in Frankreich gefertigt werden und hatte neben einem Geschütz aus britischer Fertigung auch eine französische 75-mm-Kanone. Ein im Juni 1940 gelieferter Prototyp enttäuschte, und die Ereignisse auf dem europäischen Festland zeigten, dass das Konzept veraltet war. Der in Frankreich als „A20 Char de Forteresse“ bezeichnete Panzer wurde nicht in Serie produziert. Die Briten ließen das Fahrzeug bei Vauxhall Motors überarbeiten und schufen den Typen A22 Churchill.
Im Mai 1940 reiste Louis Renault in die Vereinigten Staaten zu einem Treffen mit Franklin Delano Roosevelt und Henry Morgenthau, um über eine mögliche Fertigung von Panzern in den USA zu sprechen.

##### Militärische Nutzfahrzeuge
Die Fertigungskapazitäten von Renault im Nutzfahrzeugsektor waren beachtlich, und mit dem sich abzeichnenden Krieg benötigten die französischen Streitkräfte für die vollständige Ausrüstung im Frühjahr 430.000 Fahrzeuge (Lastkraftwagen, Transporter und Personenwagen). Wie auch in Deutschland wurde als erste Maßnahme eine Requirierung von zivilen Fahrzeugen durchgeführt. Es war damit zu rechnen, dass diese nur unzureichend den militärischen Bedarf decken würden. So planten offizielle Stellen, im Jahr 1940 100.400 Fahrzeuge zu produzieren.
Mit dem Kriegsbeginn im September 1939 erfolgte eine Produktionsplanung, die zwischen den Herstellern und den für die Rüstung Verantwortlichen vereinbart wurde. Ab Januar 1940, vier Monate nach der Mobilmachung, sollten pro Monat 7.145 Fahrzeuge ausgeliefert werden. Diese Zahl wurde erst im Mai 1940 mit 8.300 Fahrzeugen in diesem Monat erreicht. Dabei lag der theoretische Anteil von Renault bei 600 Lastkraftwagen über 5 t, 400 Lastkraftwagen in der Klasse von 4,5 bis 3,5 t, 600 Transportern von 1,5 t, 300 leichten und 750 schweren Sanitätsfahrzeugen pro Monat. Mit diesen 2.650 Fahrzeugen pro Monat sollte Renault deutlich mehr als sein größter Konkurrent Citroën (2.200 Fahrzeuge pro Monat) liefern. Als Belohnung für die besondere Leistung für die französische Rüstung erhielten die Renault-Werke am 3. Juni 1940 von Minister Raoul Dautry den „Ordre de l'Armement“, einen Orden für die Rüstung.
Von September 1939 bis Juni 1940 wurden 16.668 Fahrzeuge ausgeliefert (durchschnittlich 2.080 Fahrzeuge pro Monat). Die Nutzfahrzeugfertigung wurde im Frühjahr 1940 reduziert, um mehr Panzer produzieren zu können.

##### Triebwagen und Lokomotiven

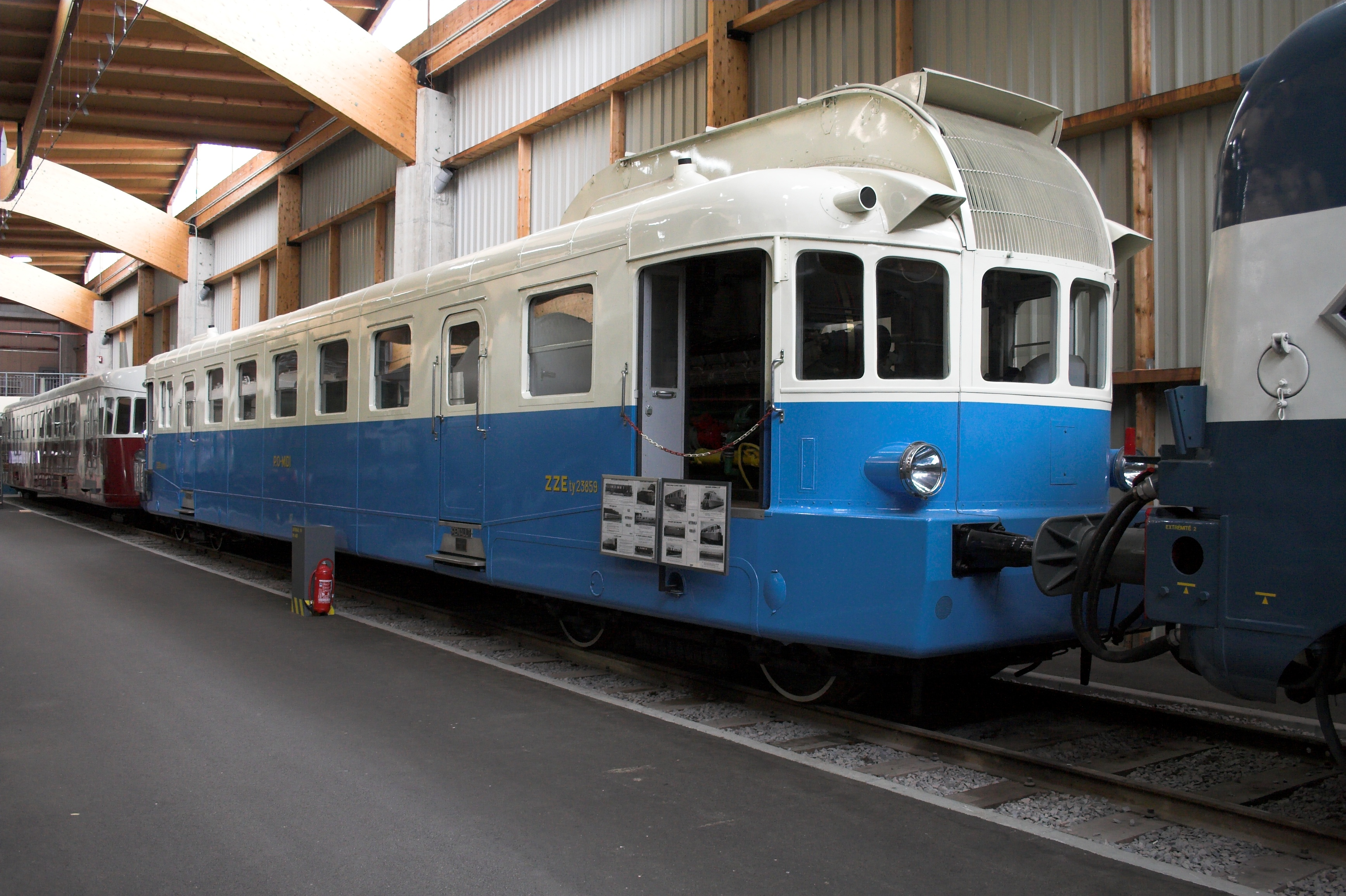
Triebwagen des Typs VH aus dem Jahr 1933

Von 1921 bis 1962 baute Renault auch Schienenfahrzeuge, vorwiegend Triebwagen, Grubenloks und Kleinlokomotiven, in geringer Stückzahl aber auch große Diesellokomotiven wie die SNCF-Baureihe CC 80000. Bekannte von Renault konzipierte Triebwagen waren z. B. die „Picassos“ genannten X 3800, von denen ab 1950 bei Renault 110 Fahrzeuge – und unter der Federführung des Unternehmens weitere 141 bei anderen Firmen – entstanden. Mit der Baureihe X 2800, von der Renault 103 Exemplare fertigte, endete der Triebfahrzeugbau.

### Der Zweite Weltkrieg und die Zeit danach

#### 1939–1944:Zweiter Weltkrieg
Nach der Niederlage von 1940 wurde Frankreich im Juni 1940 vom nationalsozialistischen Deutschland zu einem kapitulationsähnlichen Waffenstillstand gezwungen; ein Teil Frankreichs wurde besetzt, der andere Teil vom Vichy-Regime verwaltet.
Im Juli 1940 erarbeitete Louis Renault ein Konzept zur Kooperation mit den deutschen Besatzern, welches sicherstellen sollte, dass die Renault-Werke weiterhin bestehen. Es folgte dann – nachdem deutsche Truppen bereits am 14. Juni in Paris einmarschiert waren – letztlich eine deutsche Zwangsverwaltung der Werke. Die deutschen Verwalter Schippert und von Urach wurden von der Daimler-Benz AG abgestellt. Unter dieser wurden zuerst Lkw und Panzer für die Wehrmacht instand gesetzt. Später wurden Umbauten von französischen Panzern durchgeführt und die Fertigung von Lastkraftwagen und Personenwagen für die Wehrmacht begonnen. Dabei verfünffachte sich zwischen 1940 und 1942 der Renault-Umsatz.
Im März und im April 1942 waren die Renault-Werke Le Mans und Billancourt Ziel von britischen Luftangriffen, was die Produktion verzögerte. Der deutsche Gauleiter Sauckel äußerte sich nach dem Angriff vom 3. März positiv über die Bemühungen des Unternehmens, die Produktion wieder aufzunehmen. Die Vichy-Regierung übernahm die Kosten für die Schäden der Angriffe. Nach einem weiteren Angriff im September 1943 kam die Produktion praktisch zum Erliegen. Die Renault-Werke reagierten auf die Bombardements mit dem Bau von unterirdischen Fertigungsanlagen in den stillgelegten Steinbrüchen von Carrières-sous-Bois (zwischen Maisons-Laffitte und Saint-Germain-en-Laye).

#### 1944–1949: Verstaatlichung

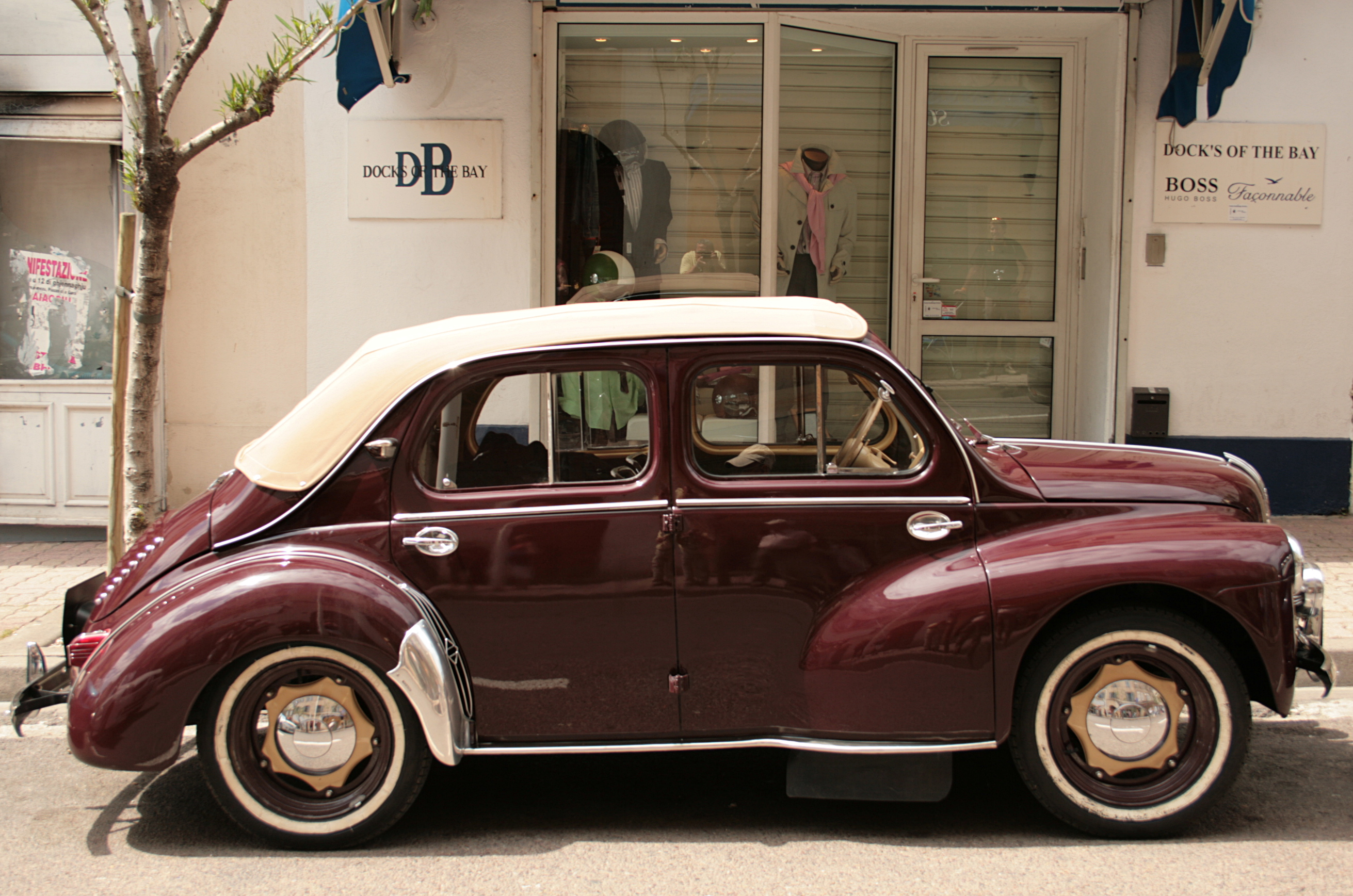
Renault 4CV, 1946

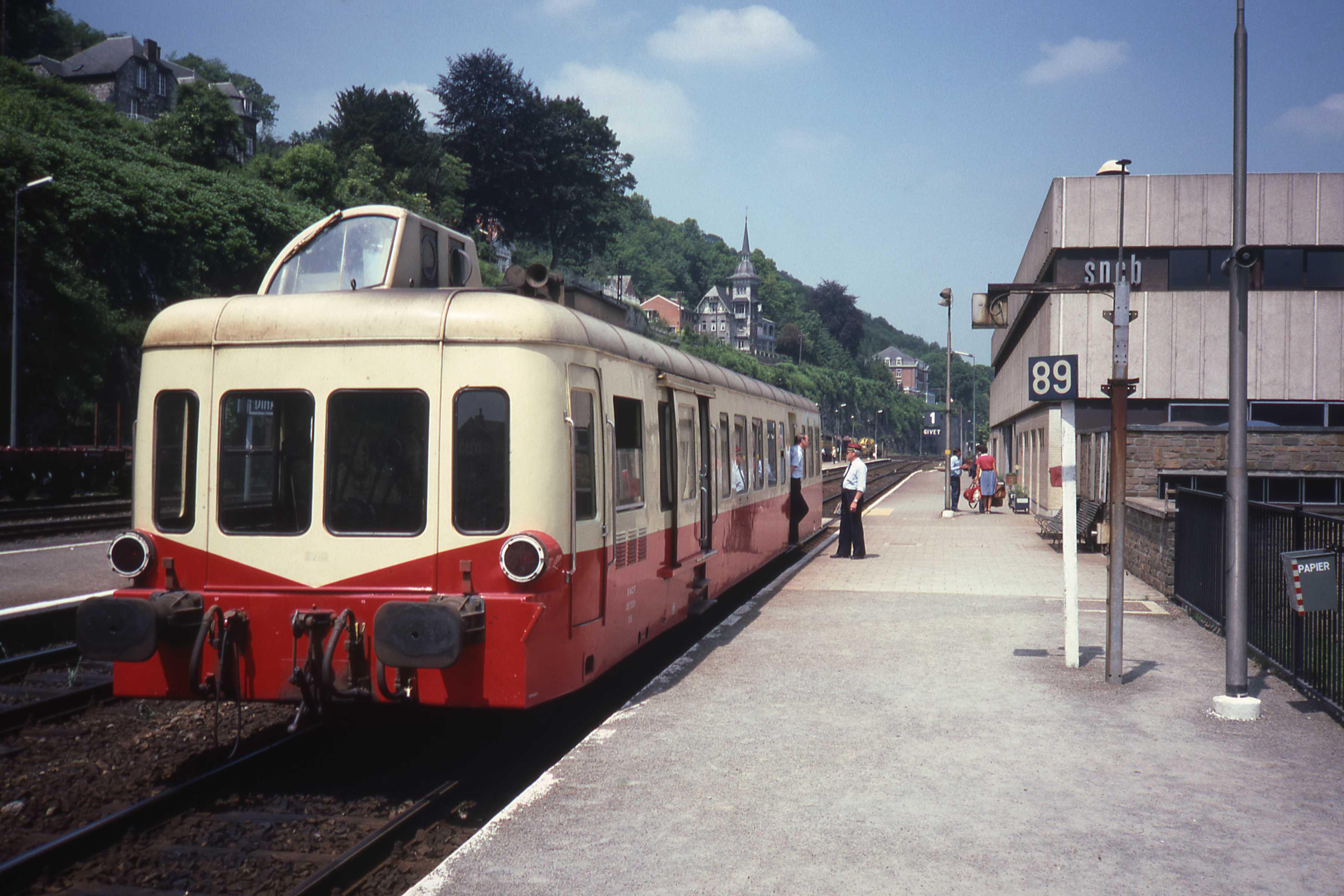
Dieseltriebwagen X 3800 „Picasso“

Louis Renault stellte sich nach der Befreiung von Paris (Ende August 1944) der Polizei. Ihm wurde Kollaboration vorgeworfen, wofür er in Haft kam. Er starb am 24. Oktober 1944 in einem Pariser Krankenhaus – ob an den Folgen einer Urämie oder an den Folgen von Misshandlungen während der Haft im Gefängnis Fresnes, konnte nie eindeutig geklärt werden.
Noch während Renaults Inhaftierung wurde Pierre Lefaucheux kommissarisch als Verwalter in Boulogne-Billancourt eingesetzt. Offiziell wurden die Renault-Werke am 16. Januar 1945 von der vorläufigen Regierung verstaatlicht und Pierre Lefaucheux als Generaldirektor eingesetzt. Der Unternehmensname war nunmehr Régie Nationale des Usines Renault (Staatliche Verwaltung der Renault-Werke).
Die Automobilproduktion beschränkte sich nach dem Zweiten Weltkrieg zunächst auf den heimlich im Krieg entwickelten Renault 4CV (Crèmeschnittchen), der 1946 offiziell vorgestellt wurde. Die Nachfrage war so groß, dass schon 1947 die Lieferfrist über ein Jahr betrug. Die Monatsproduktion von 7750 Fahrzeugen im Herbst 1948 brach den Vorkriegsrekord. 1949 waren die Renault-Werke größter Automobil-Produzent Frankreichs. In diesem Jahr wurde auch ein Büro in Baden-Baden eröffnet.

#### 1950–1954: Expansion in Europa

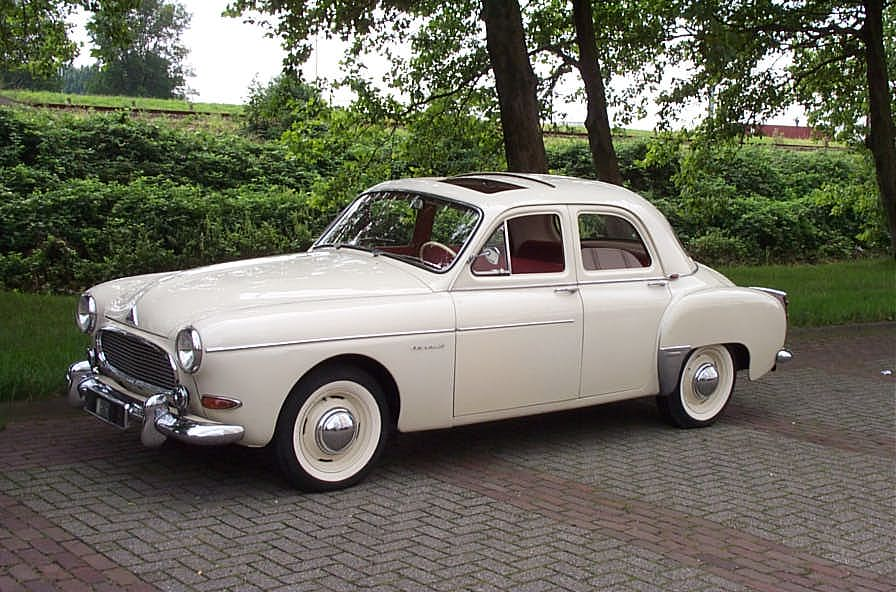
Renault Frégate, 1951

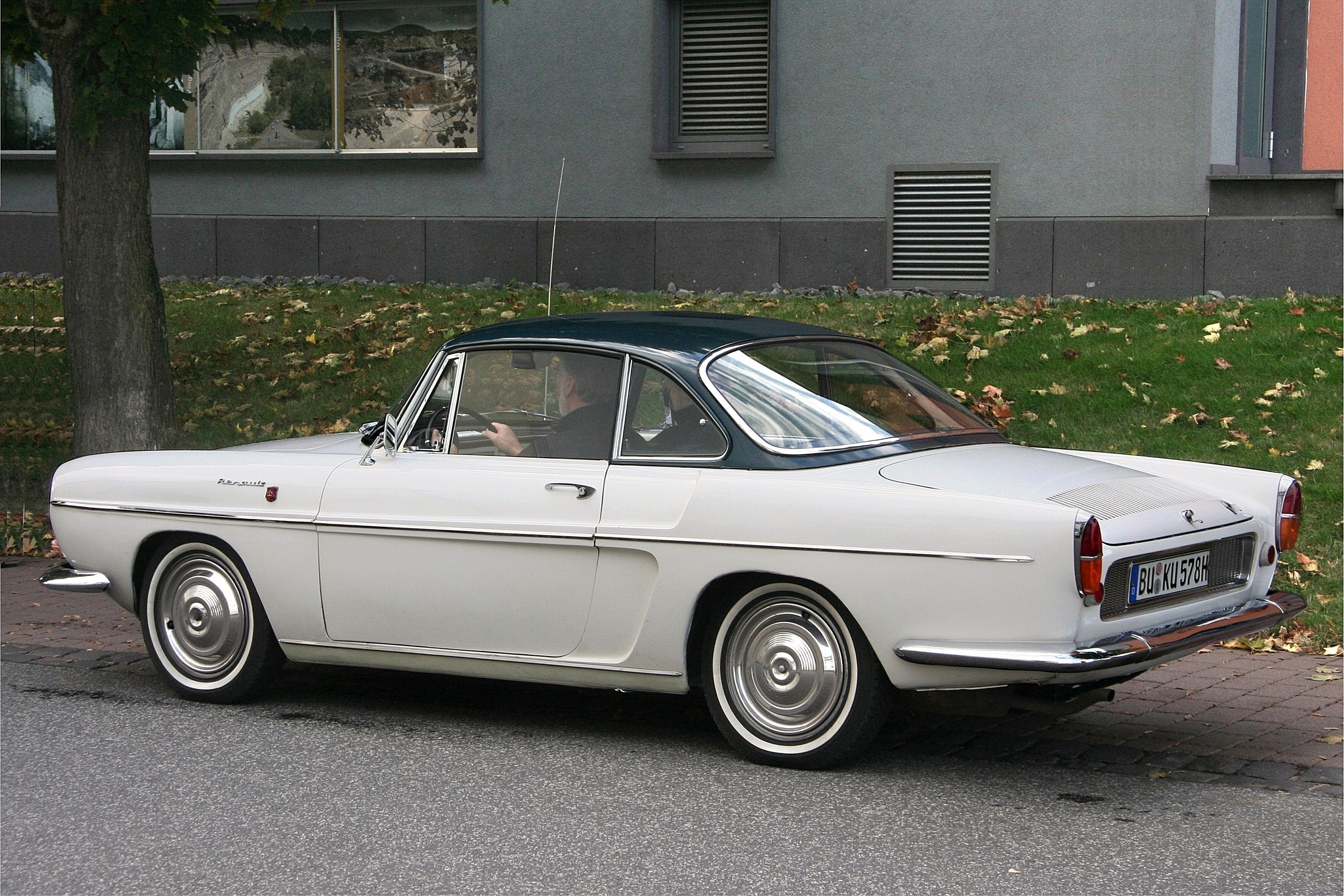
Renault Floride S, 1958

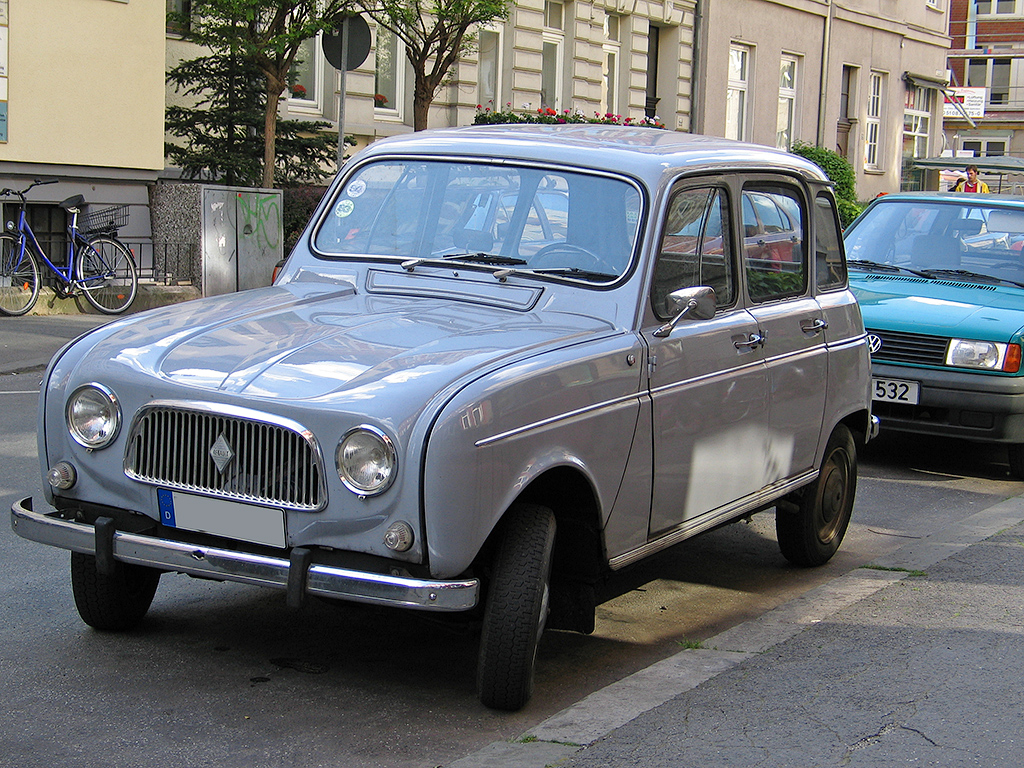
Renault 4 mit ursprünglichem Kühlergrill, 1961

1950 baute Renault in Valladolid (Spanien) das FASA-Werk, später folgten weitere spanische Werke in Palencia sowie in Sevilla. Das Unternehmen FASA wurde mit spanischem Privatkapital gegründet und in den folgenden Jahren schrittweise zu 100 Prozent von Renault übernommen. Der Name FASA-Renault blieb bis zum Anfang des 21. Jahrhunderts, anschließend firmierte das Werk als Renault España.

#### Produktionszahlen der Jahre 1952 bis 1954
| Jahr             | 1952   | 1953   | 1954   |
| ---------------- | ------ | ------ | ------ |
| Lieferwagen, LKW | 50.431 | 40.974 | 42.475 |
| Omnibus          | 338    | 207    | 270    |
| Quelle:          |        |        |        |

#### 1955–1959: Neue Lastwagenproduktion
Aus dem Zusammenschluss der Produktion schwerer Lkw von Renault mit Latil und SOMUA entstand 1955 Saviem. Die Gründung von Saviem war die erste Amtshandlung von Lefaucheux’ Nachfolger Pierre Dreyfus. Lefaucheux verunglückte im Februar 1955 tödlich, als er nach St. Dizier fahren wollte. Das erste unter Dreyfus entstandene PKW-Modell war die sehr erfolgreiche Dauphine.

#### 1960: Soziales Engagement und internationaler Durchbruch der Renault-Kraftwagen
Unter dem Aspekt, ein Konzern des Volkes zu sein, setzte Renault in den 1960er-Jahren die bezahlte dritte und vierte Urlaubswoche durch. Die Produktion brachte zu dieser Zeit revolutionäre Modelle wie den Renault 4 oder den Renault 16 hervor. Auch der Renault 12 muss zu den bedeutenden Modellen gezählt werden, im Hinblick auf seine Produktionszahlen und seine Verbreitung in der Welt. Der Renault 12 war das erste wirkliche Weltauto von Renault, noch bis zum Ende des Jahrtausends wurde er in Rumänien von Dacia, in der Türkei von Oyak Renault und von Ford in Brasilien als Ford Corcel gefertigt. Schon damals setzte Renault auf den Export und kam damit nicht nur in Frankreich an die Spitze der Zulassungen, sondern auch in Europa weit nach vorne.
In der folgenden Zeit wuchs Renault unaufhörlich und versuchte, mit anderen Unternehmen zu kooperieren bzw. durch Unternehmensaufkäufe weiter zu expandieren. Auf Betreiben des französischen Staates wurde 1975 der Nutzfahrzeughersteller Berliet in den Renault-Konzern integriert und 1978 mit Saviem zum neuen Unternehmen Renault Véhicules Industriels (kurz: RVI) zusammengeschlossen. Die beiden bisherigen Markennamen wurden noch bis 1980 weitergeführt, dann aber von der Marke Renault ersetzt, die damit erstmals seit 1957 wieder an mittelschweren und schweren Nutzfahrzeugen erscheint.

#### Auslandsproduktionszahlen Renault
Produktionszahlen der Jahre 1963 bis 1973
| Jahr           | 1963   | 1964   | 1965   | 1966   | 1967   | 1968   | 1969    | 1970    | 1971    | 1972    | 1973    | 1974 |
| -------------- | ------ | ------ | ------ | ------ | ------ | ------ | ------- | ------- | ------- | ------- | ------- | ---- |
| Belgien        | 35.000 | 42.572 | 46.100 | 64.573 | 75.621 | 95.515 | 110.440 | 116.196 | 115.547 | 122.575 | 114.328 |      |
| Spanien        | 29.603 | 33.591 | 47.300 | 71.175 | 69.250 | 71.393 | 84.677  | 98.574  | 110.105 | 135.146 | 172.774 |      |
| Argentinien    | 8.460  | 20.857 | 23.400 | 21.744 | 17.696 | 21.132 | 20.686  | 21.059  | 25.412  | 28.336  | 33.532  |      |
| Rumänien       |        |        |        |        |        | 3.400  | 12.842  | 16.250  | 20.202  | 28.247  | 47.303  |      |
| Mexiko         | 5.150  | 6.600  | 4.150  | 7.550  | 8.400  | 9.300  | 12.557  | 14.678  | 15.225  | 16.986  | 15.822  |      |
| Italien        | 34.300 | 9.600  | 0      |        |        |        |         |         |         |         |         |      |
| Brasilien      | 11.200 | 19.951 | 13.464 | 9.785  | 3.707  | 0      |         |         |         |         |         |      |
| Kanada         |        |        | 1.250  | 4.100  | 5.162  | 9.520  | 9.718   | 10.040  | 11.968  | 6.738   | 0       |      |
| Algerien       |        |        |        |        |        |        |         | 10.687  |         |         |         |      |
| Marocco        |        |        |        |        |        |        |         | 10.144  |         |         |         |      |
| Jugoslawien    |        |        |        |        |        |        |         | 7.680   |         |         |         |      |
| Südafrika      |        |        |        |        |        |        |         | 5.524   |         |         |         |      |
| Portugal       |        |        |        |        |        |        |         | 5.328   |         |         |         |      |
| Australien     |        |        |        |        |        |        |         | 4.434   |         |         |         |      |
| Elfenbeinküste |        |        |        |        |        |        |         | 2.985   |         |         |         |      |
| Venezuela      |        |        |        |        |        |        |         | 2.764   |         |         |         |      |
| Chile          |        |        |        |        |        |        |         | 1.737   |         |         |         |      |
| Kolumbien      |        |        |        |        |        |        |         | 874     |         |         |         |      |

#### 1961–1967: Wirtschaftliche Erfolge weltweit

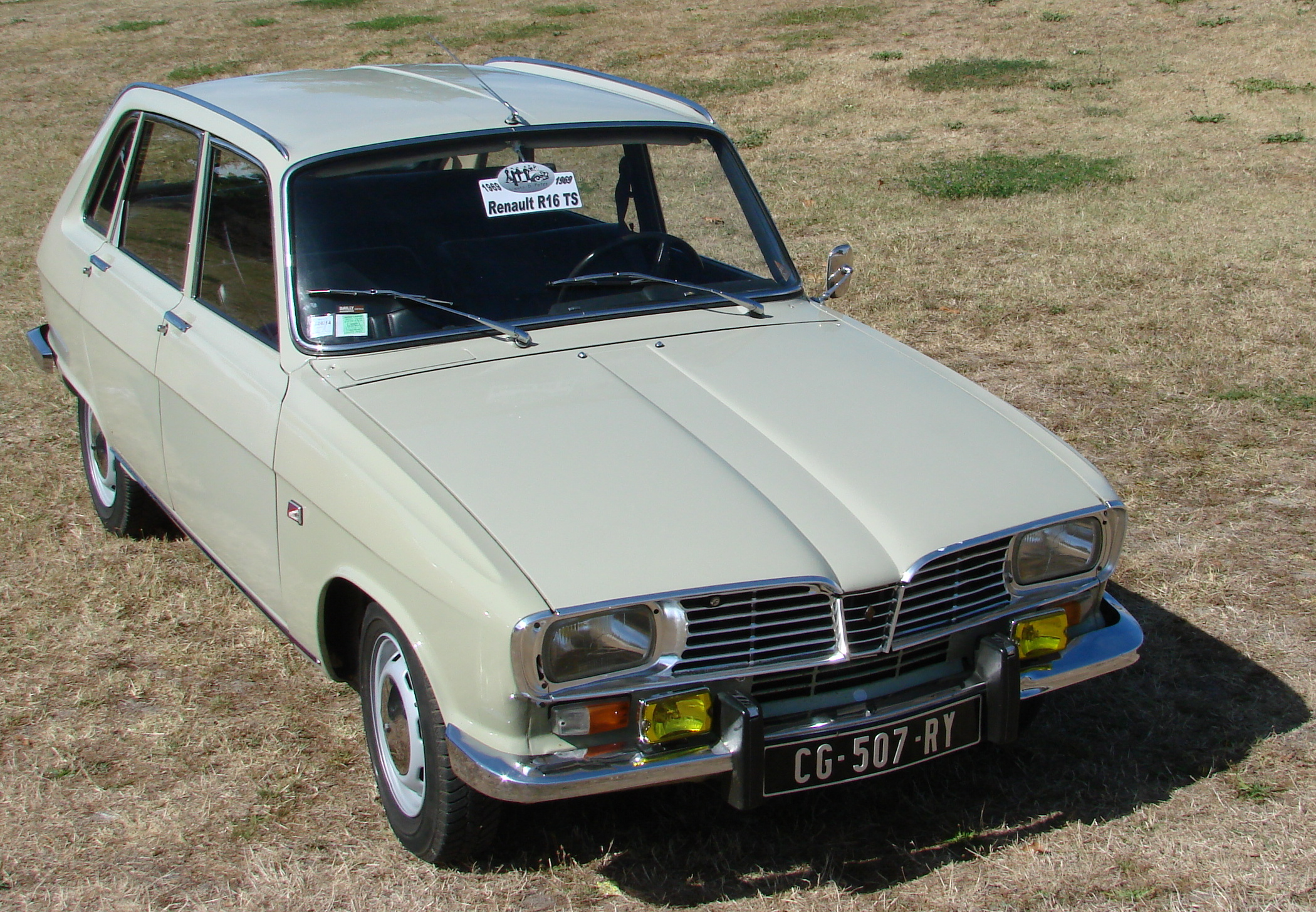
Renault 16, 1966

Von 1961 bis 1969 stiegen die Jahres-Produktionszahlen von 413.000 auf über eine Million Einheiten, und weitere Werke wurden gebaut. Für den R16 wurde 1963 in Sandouville bei Le Havre ein Montagewerk errichtet. 1969 wurden der Bau des Karosserie- und Montagewerks Douai und die Verdoppelung der Kapazität von Sandouville beschlossen. Die Produktionen der Dauphine und des R4 wurden ausgelagert nach Córdoba (Argentinien), die Montage des R12 erfolgte in Rumänien als Dacia 1300. Des Weiteren wurde eine Tochtergesellschaft in Mexiko eingerichtet; zusammen mit Peugeot entstand ein Montagewerk in Peru. Der erste Exportmarkt wurde 1962 Deutschland. 1970 hatte Renault hier mit 170.000 abgesetzten Einheiten bereits einen Marktanteil von 7 Prozent erreicht; Renault war damit größter Autoimporteur in Deutschland.
1963 übernahm Renault die Ersatzteilversorgung und das gut ausgebaute Händlernetz der Traktorenmarke Porsche-Diesel. Dadurch wurde zunächst der Absatz von Renault-Traktoren erhöht, durch sukzessive Umwandlung der Landmaschinenwerkstätten in Renault-Autohäuser konnte Renault auf breiter Front in Deutschland Fuß fassen. Innerhalb weniger Jahre stieg Renault so zum größten PKW-Importeur in Deutschland auf. Die Traktorensparte von Renault wurde mit dem Werk in Le Mans zwischen 2003 und 2008 sukzessiv von Claas übernommen, der Renault Ares wurde von 2003 bis 2009 als Claas Ares weitergebaut.

#### 1968–1969: Unternehmensinterne Probleme
Bereits bei den Studentenunruhen im Mai 1968 kam es im Stammwerk zu Streiks, die die Produktion fast einen Monat lang lahmlegten. Am 18. Juni 1968 nahmen die Arbeiter nach einer unternehmensinternen Einigung die Arbeit aber wieder auf. Gegen (oder für die Beibehaltung) der Produktionsbedingungen, aber womöglich auf 40 Stunden die Woche oder 60 Lebensjahre begrenzte Dauer, hatten sich die Beschäftigten zu Beginn der 1970er-Jahre erneut aufgelehnt. Diese Aktionen wurden bei allen Automobilarbeitern als Renault-Streik 1971 bekannt. Linksradikale Gruppen solidarisierten sich mit diesem Streik bzw. agitierten vor den Werkstoren. Am 25. Februar 1972 kam Pierre Overney vor dem Stammwerk in Boulogne-Billancourt bei einer solchen Aktion zu Tode.

#### 1970–1982: Weiter steigende Produktionszahlen

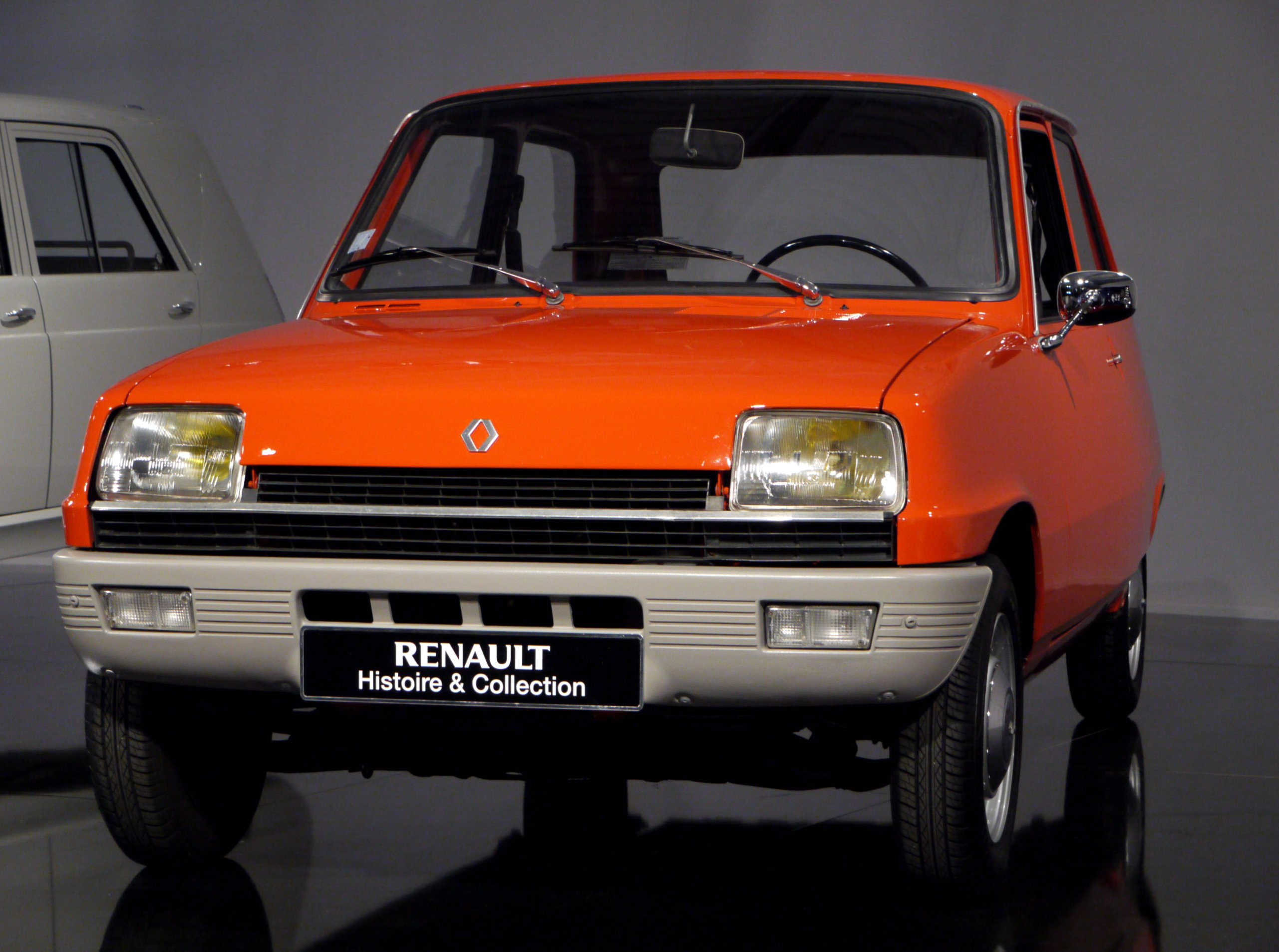
Renault 5, 1973

Von 1970 bis 1980 stieg die Produktionsziffer von einer Million auf zwei Millionen Fahrzeuge pro Jahr. Grund waren die fortschreitende Automatisierung durch Industrie-Roboter sowie die Einführung von Erfolgsmodellen wie dem Renault 5. Außerdem wurden diverse andere Modelle mit wechselndem Erfolg eingeführt und durch die Alpine-Modelle die Öffentlichkeit breiter angesprochen. In Dieppe wurde 1976 das Werk Renault Sport neu eingeweiht und die neue Renault Alpine 310 mit V6-Motor vorgestellt. 1974 wurde der PRV-Motor vorgestellt, der in einer weiteren neuen Fabrik in Douvrin für den Renault 30, für Peugeot und Volvo in großen Stückzahlen produziert wurde.
Im Jahr 1972 wurde das zuletzt 1959 veränderte Signet der Renault-Werke, ein Rhombus, von Victor Vasarely neu gestaltet.
Im Jahr 1979 erwarb Renault eine Beteiligung von 10 % am US-amerikanischen Lkw-Hersteller Mack Trucks, die bis 1983 schrittweise auf 40 % aufgestockt und 1987 an RVI weitergegeben wurde.
1979 erzielte der Staatskonzern einen Gewinn von einer Milliarde Francs und brach alle bis dahin erzielten Produktions-, Export- und Inlandsverkaufsrekorde.

#### 1983–1999: Kooperation durch neue Partner und weitere Krisen

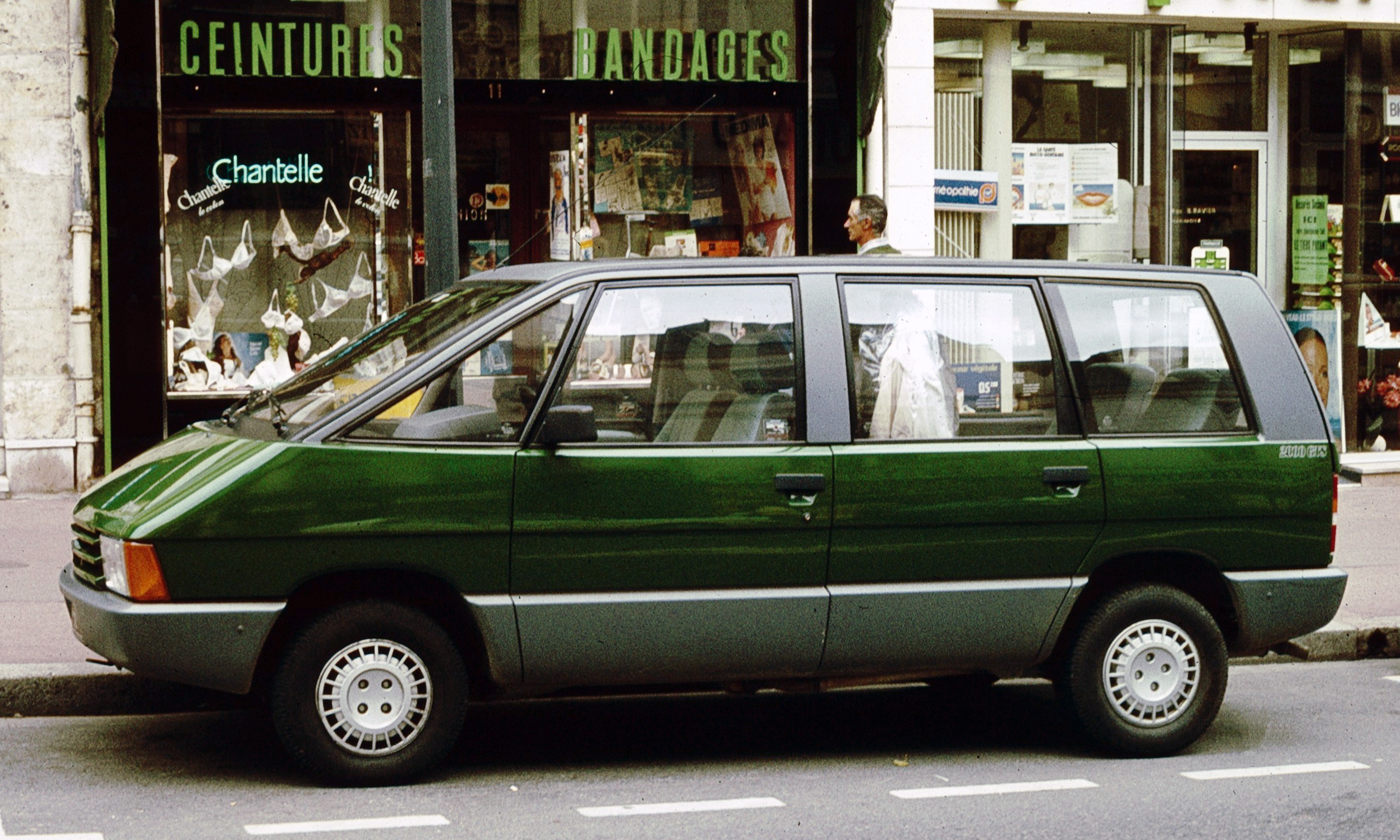
Renault Espace, 1984

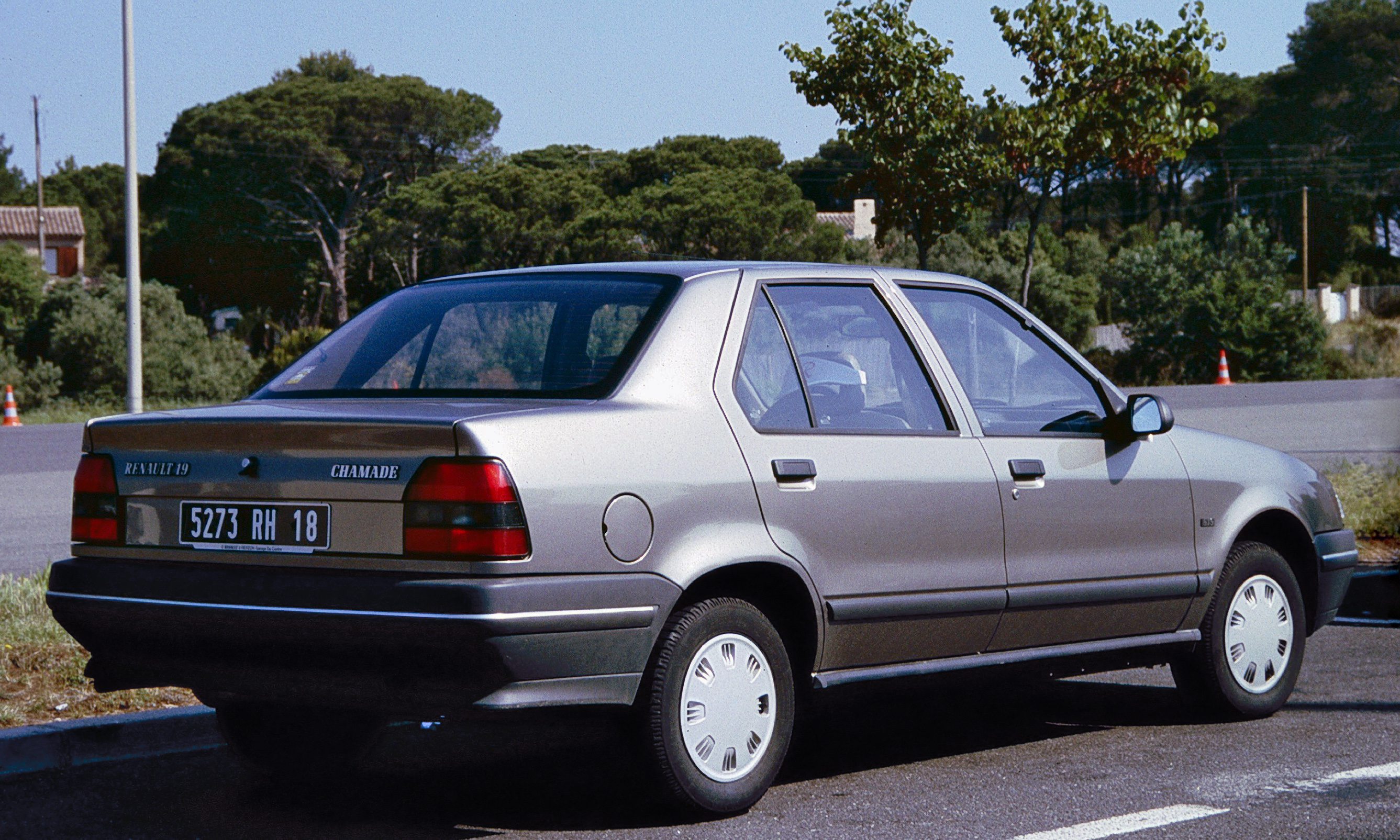
Renault 19 Chamade, 1990

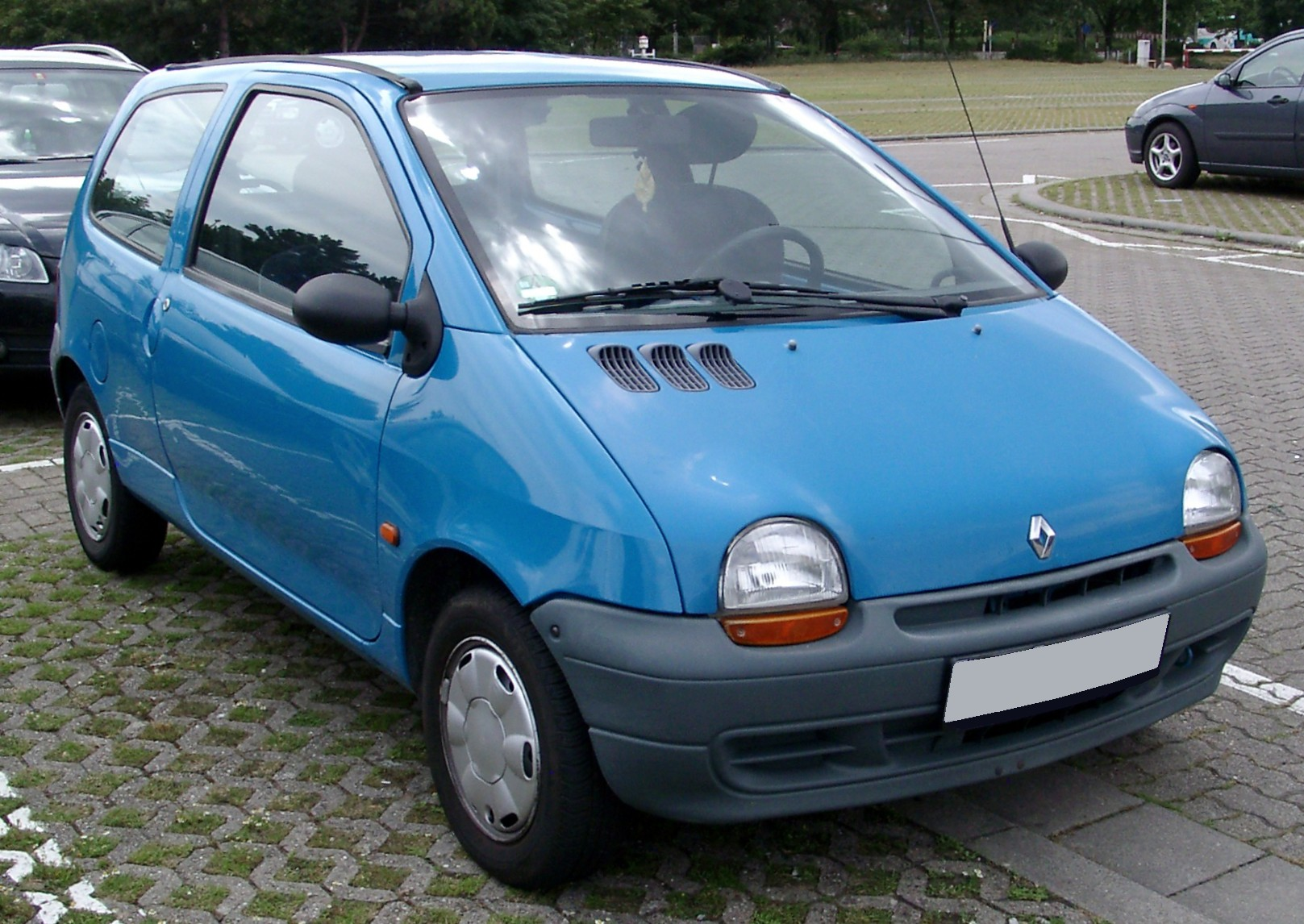
Renault Twingo, 1995

1983 übernahm die RVI das Unternehmen Dodge Europe. Im selben Jahr wurde der Baureihe G260/290 der Titel Truck of the Year verliehen. In Amerika wurden unter der Regie von Renault die Modelle R9 und R11 als AMC (American Motors Corporation) Alliance und Encore hergestellt und verkauft. Dabei entstand ein Cabriolet auf Basis des R9, das in dieser Form in Deutschland nie verkauft wurde. Gleichzeitig erhielten die legendären Jeeps Renault-Motoren und wurden über das europäische Renault-Händlernetz vertrieben.
Trotz der Erfolge bis zum Ende der 1970er-Jahre geriet die Régie Renault bald in eine schwere Krise: Die Produktion ging merklich zurück, und 1984 wurden erstmals rote Zahlen in Milliardenhöhe geschrieben. Die zu Anfang der Ära François Mitterrand gewährten Sozialleistungen waren daran offensichtlich nicht unschuldig. Bis 1988 kam es weiterhin zu Verkaufsrückgängen in Frankreich und auch im Export, so dass in Deutschland der Marktanteil nur noch 2,8 Prozent betrug. Der Konzernchef Bernard Hanon, der 1981 auf Bernard Vernier-Palliez gefolgt war, wurde 1985 vorzeitig von Georges Besse abgelöst. Besse startete einen drastischen Sanierungsplan, der massiven Stellenabbau und Verkauf von Aktivitäten und Beteiligungen umfasste.
Um der Krise zu entkommen, wurde die gesamte Kraft auf neue Produkte gesetzt und mit der Einführung des Renault Fuego im Frühjahr 1980 Schritt für Schritt die gesamte Modellpalette erneuert. Weitere Sprösslinge dieser intensiven Bemühungen waren im Frühjahr 1984 die neuen Modelle Renault 25 und Espace, wovon Letzterer als Urtyp der Großraumlimousinen in Europa angesehen wird.
Im Sommer 1988 gesellte sich noch der Renault 19 dazu und half dem Konzern, wieder Gewinn zu machen. Fachkreise nannten den R19 später den „Retter von Renault“, da er gemeinsam mit dem Mitte 1990 erschienenen R5-Nachfolger Clio die Stütze von Renaults Aufschwung zum Beginn der 1990er-Jahre bildete.
Bereits vorher, am 17. November 1986, wurde der französische Chef von Renault, Georges Besse, von Terroristen der Gruppe Action directe erschossen. 1987 erwirtschaftete Renault wieder einen Gewinn von mehreren Milliarden Francs, nachdem im Vorjahr das Defizit bereits halbiert worden war. Gleichzeitig setzte Renault erneut auf Qualität mit der Richtlinie «Qualité Totale» und dem Slogan Autos zum Leben.
Im Jahr 1990 kaufte die RVI die restlichen Anteile an Mack Trucks. 1991 wurde der AE Truck of the Year. Aus RVI entstand 1992 die Renault V.I. 1996 verkaufte der französische Staat den größten Teil seiner Anteile, so dass 51 Jahre nach der Enteignung Renault wieder privatisiert wurde. Dem Unternehmen wurden zudem Schulden in Milliardenhöhe erlassen. Zwischenzeitlich war 1992 das Werk auf der Seine-Insel Seguin wegen Platzmangels geschlossen worden.

### Renault im 21. Jahrhundert

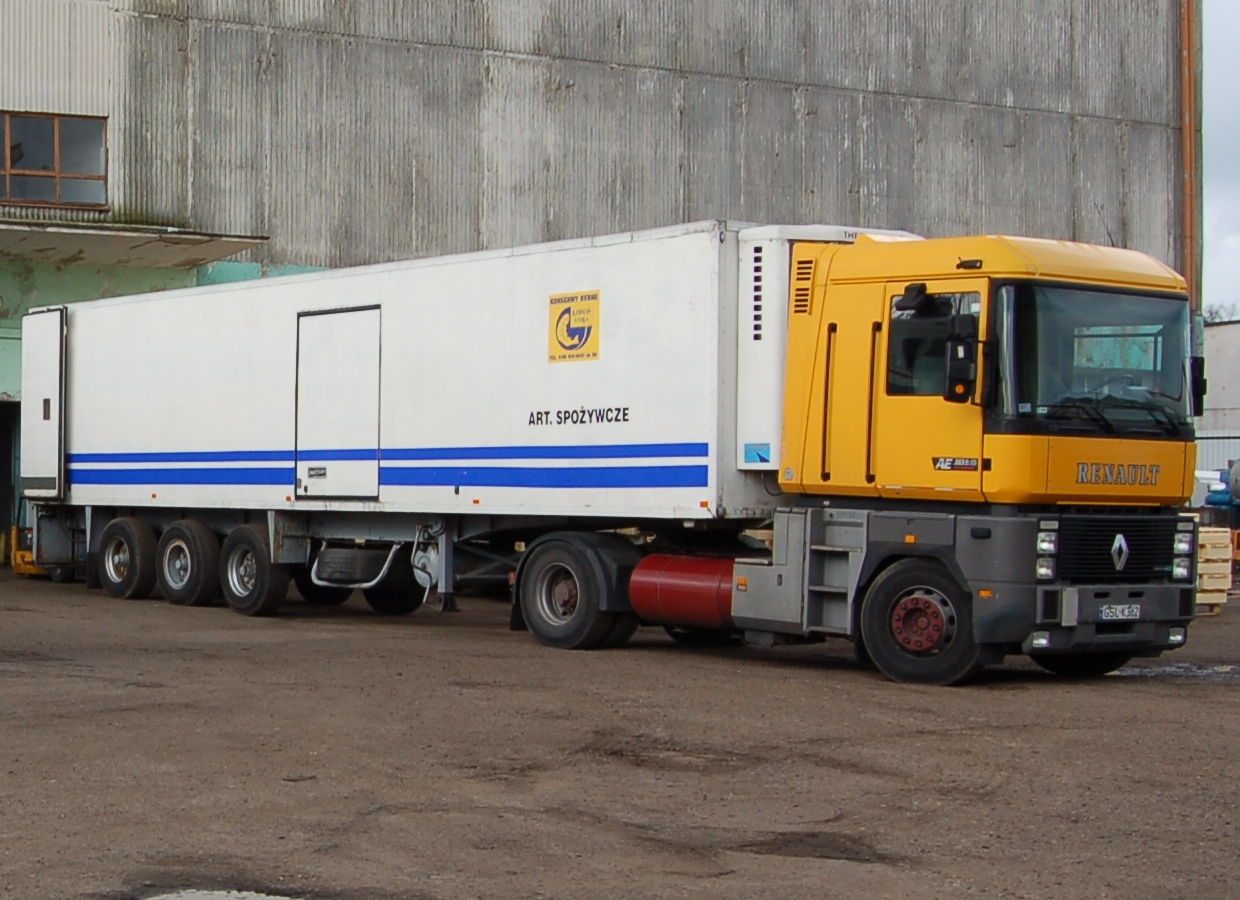
Renault AE, 2001

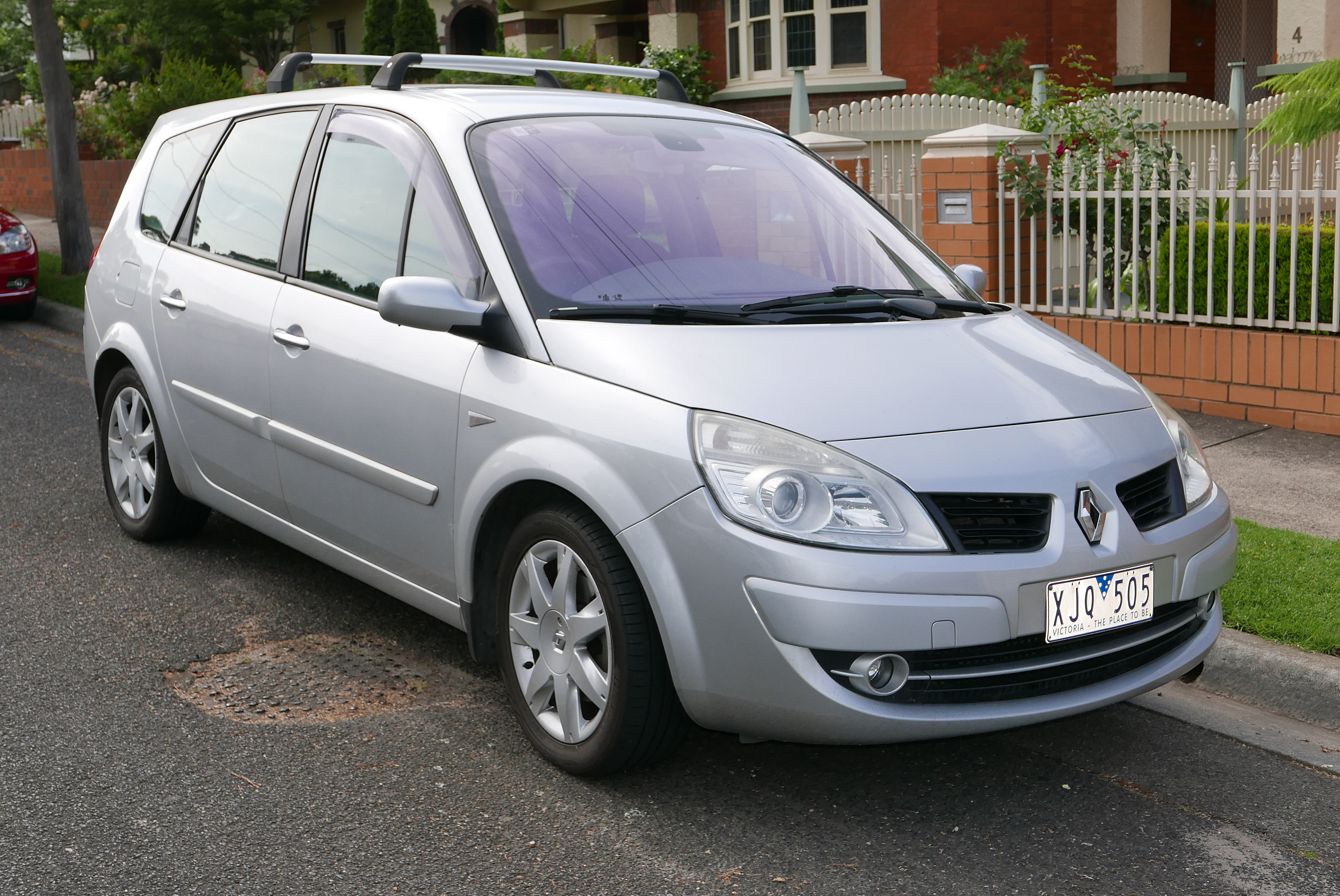
Renault Grand Scénic, 2006

#### 1999–2010: Zukäufe und Verkäufe weiterer Unternehmen oder Marken
Nach der im März 1999 gegründeten Allianz Renault-Nissan beteiligte sich Renault ab 2002 an dem Autokonzern Nissan zu 44 Prozent, später an Volvo mit 20 Prozent und kaufte die Automarken Dacia (Rumänien) und Samsung Motors (Südkorea).
Die Renault-Lkw-Baureihe AE bot ab 2000 als erste ein COE-Fahrerhaus, das die Kabine komplett über dem Motor anordnete und – deutlich höher als bisher – den Fahrer beherbergte, wobei – wie bei den Unterflurfahrzeugen von Büssing – ein durchgehend ebener Boden und Stehhöhe vorhanden waren. Das wurde von der Transportwirtschaft gerne angenommen.
Die Renault V.I. wurde 2001 in den Volvo-Konzern integriert und heißt seit 2002 Renault Trucks. Außerdem begann Renault mit dem finnischen Hersteller Sisu Auto zu kooperieren. 2001 firmierte die spanische Renault-Tochter Fabricación de Automóviles (FASA) in Renault España (RESA) um.
Als einer der ersten Pkw-Hersteller in Europa engagierte sich Renault in der Türkei nahe Bursa. Die von Frühjahr 1999 bis Sommer 2003 abgesetzten Kombimodelle Grandtour des Renault Mégane sind in der Türkei hergestellte Fahrzeuge.
Greenpeace baute mit Karosserie und Fahrwerk des Renault Twingo, aber einem neuentwickelten Motor das Dreiliterauto Twingo Smile, um zu demonstrieren, dass sich auch mit Ottomotoren der Kraftstoffverbrauch drastisch senken lässt.
Die Traktoren-Sparte Renault Agriculture wurde 2003 von dem deutschen Landmaschinen-Hersteller Claas übernommen. Die Traktoren aus den französischen Werken tragen seitdem den Namen Claas und die markentypische grün-rote Lackierung.
Im Frühjahr 2006 untersuchten Renault und Nissan Ansatzpunkte einer Kooperation mit dem amerikanischen Autokonzern General Motors.
Im Jahr 2007 kritisierten Gewerkschaften wie die CGT schlechte Arbeitsbedingungen in einer Renault-Entwicklungsabteilung bei Paris, die sie mit Gesundheitsproblemen und Selbsttötungen von Mitarbeitern in Verbindung brachten. Die Unternehmensleitung wies einen Zusammenhang zurück. Ein französisches Gericht entschied 2009, dass Renault eine Mitschuld an der Selbsttötung eines Beschäftigten trage. Der 39-jährige Informatiker hatte sich im Oktober 2006 nach einem Gespräch mit einem Vorgesetzten aus dem fünften Stock eines Bürogebäudes gestürzt. Wegen grober Fahrlässigkeit verurteilten die Richter Renault dazu, eine symbolische Entschädigung von einem Euro sowie eine höhere Rente an die Angehörigen zu zahlen.
Am 7. April 2010 wurde in Brüssel ein Kooperationsvertrag zwischen der Renault-Nissan-Allianz und der Daimler AG geschlossen. Stellvertretend unterschrieben Carlos Ghosn und Dieter Zetsche den Vertrag, der erstens die Entwicklung einer gemeinsamen Kleinwagen-Plattform, zweitens den Einsatz gemeinsamer Motoren vorsieht und drittens eine engere Zusammenarbeit im leichten Nutzfahrzeugbereich zum Inhalt hat. Zudem bietet der Vertrag mehr Wirtschaftlichkeit und bessere Auslastung der Produktionsstrecken. Citan und X-Klasse basieren auf Renault- bzw. Nissan-Fahrzeugen.

#### Perspektiven seit 2010

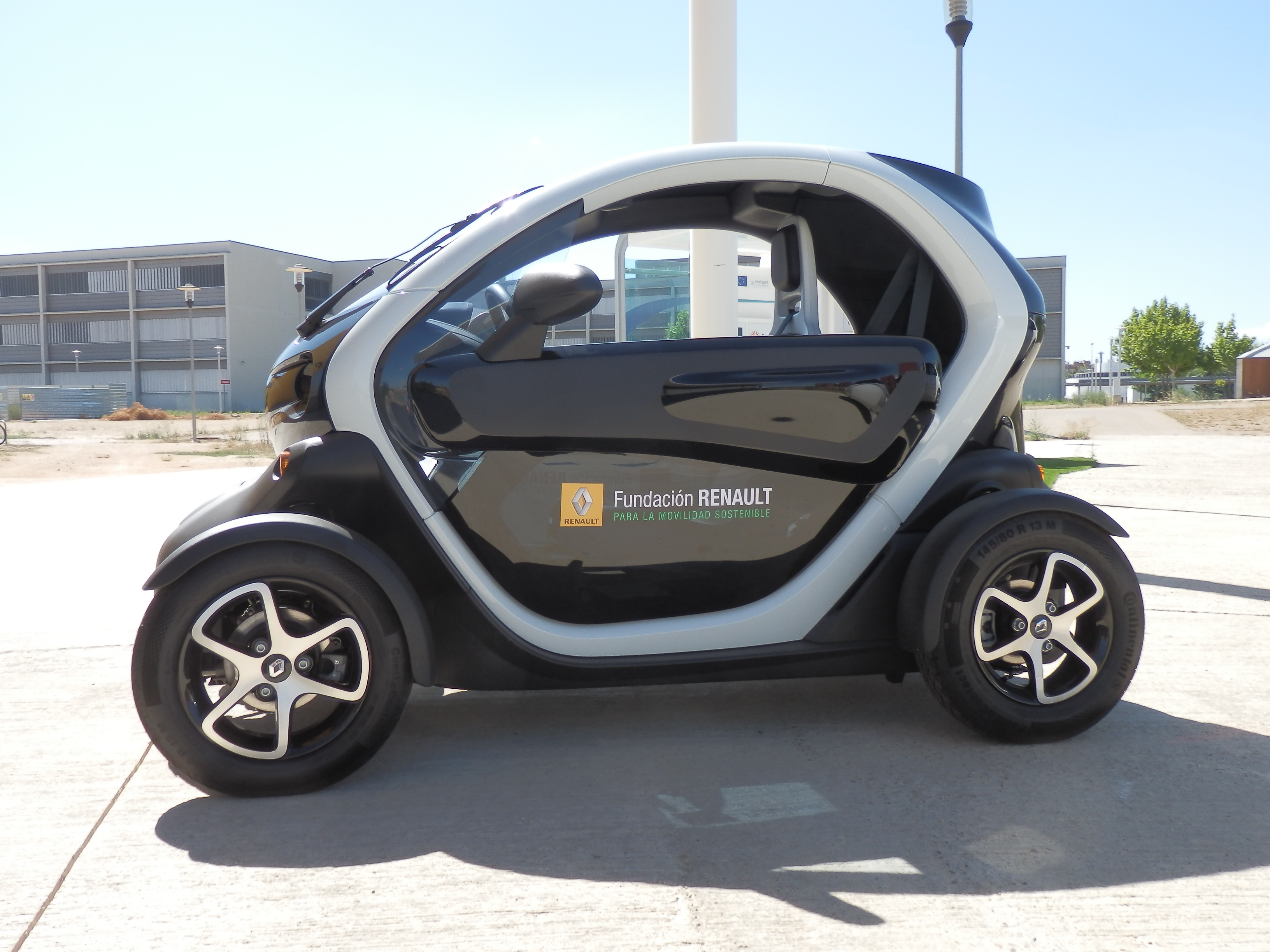
Renault Twizy, 2013

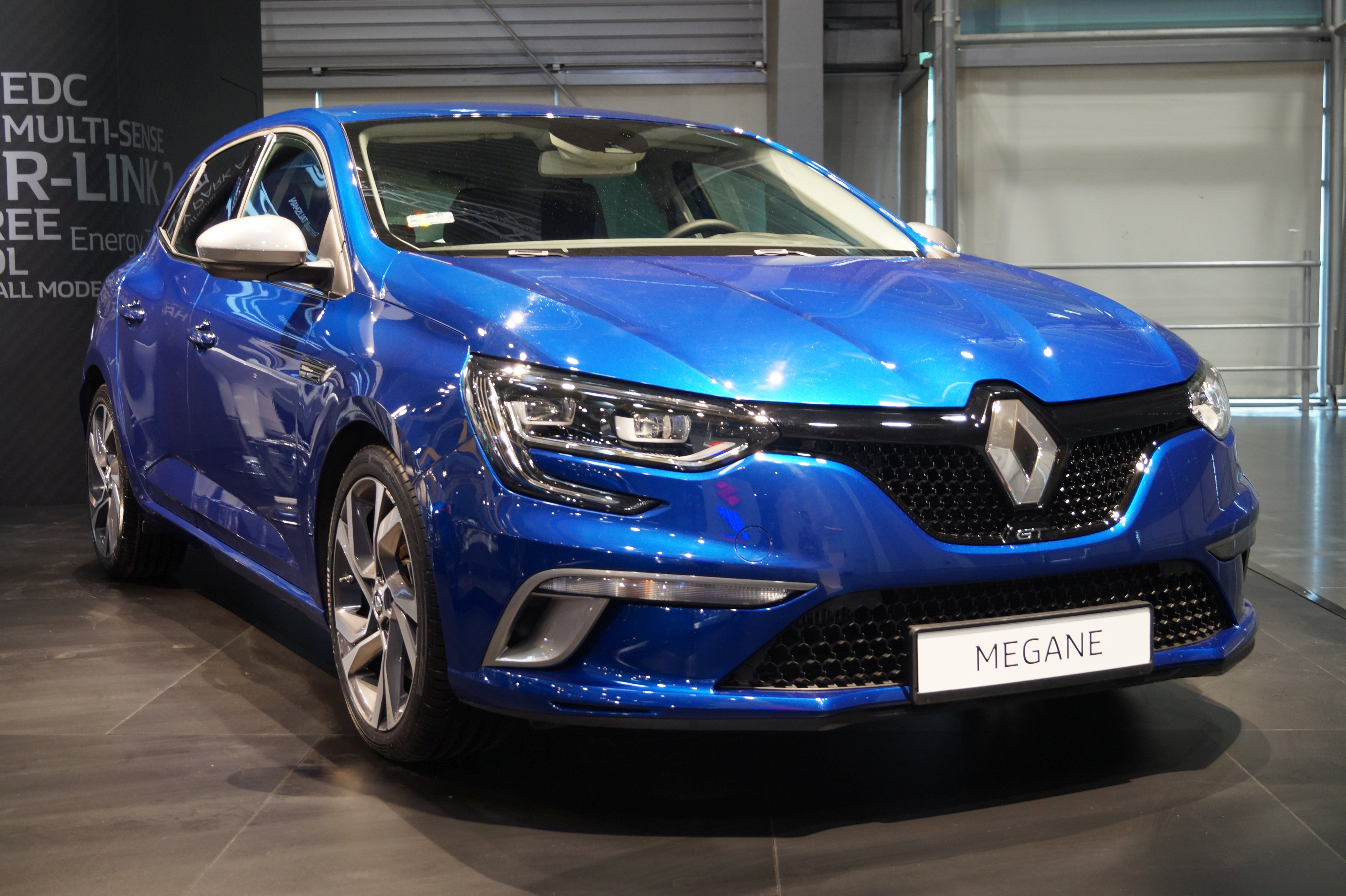
Renault Mégane, 2016

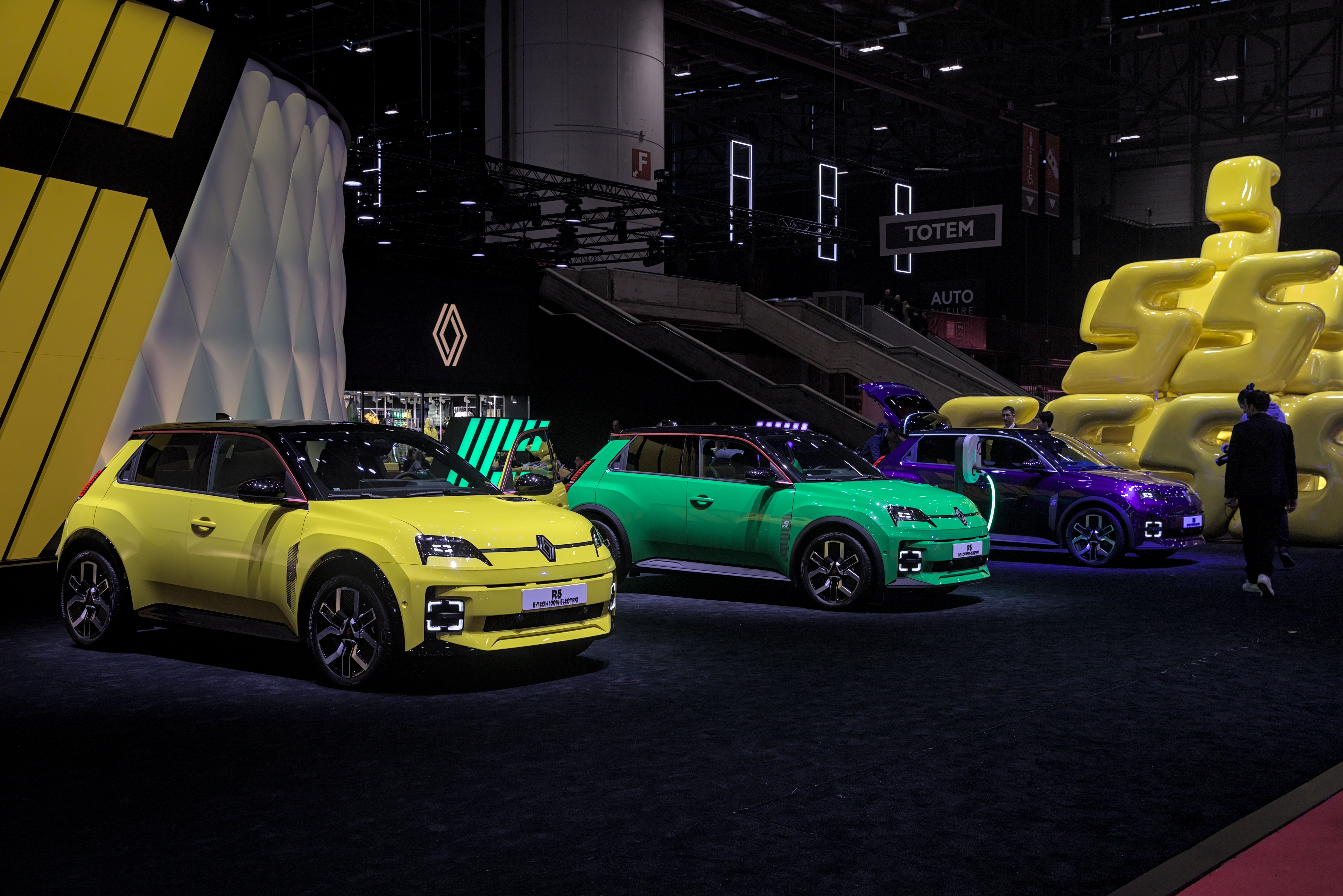
Renault 5 E-Tech, 2024

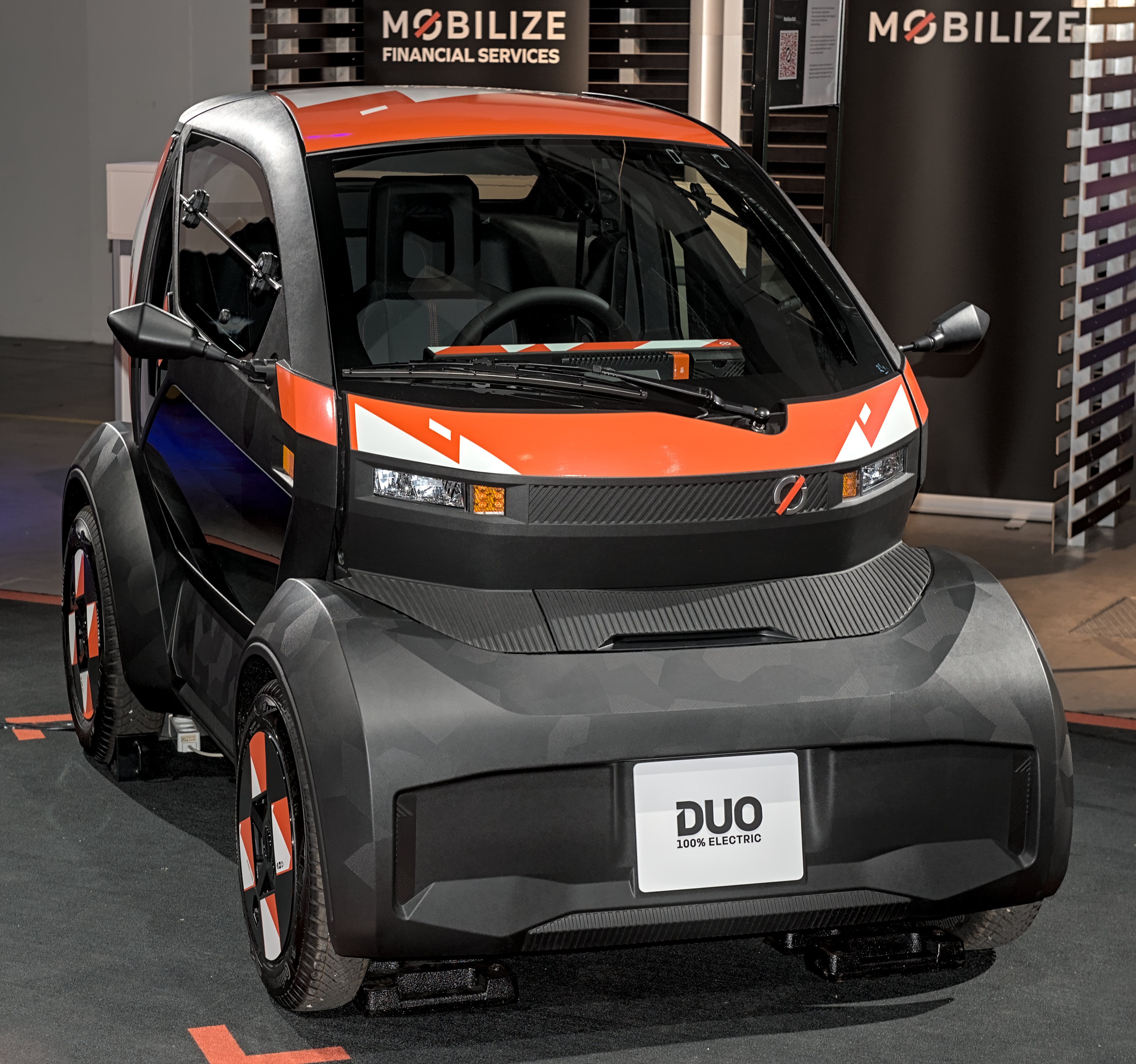
Mobilize Duo, 2024

Renault bringt seit 2011 verschiedene Elektrowagen (Z.E. = Zero Emission) auf den Markt. Als erstes starteten in Deutschland der Lieferwagen Kangoo Rapid Z.E. und der Stufenheckwagen Fluence Z.E. (beide ab Oktober 2011). Anfang 2012 folgten der Zweisitzer Twizy und der Kleinwagen Zoe. Die Motoren für Kangoo und Fluence werden von Continental in Gifhorn produziert und liefern bis zu 70 kW. Die Motoren kommen ohne seltene Erden aus. Neben der Möglichkeit, die Antriebsbatterien konventionell über das Stromnetz aufzuladen, plante Renault den Einsatz eines sogenannten Quickdrop-Systems, bei dem innerhalb von 3 Minuten entleerte gegen volle Batterien getauscht werden können.
Für Oktober 2012 kündigte Renault einen Ausbau der Investitionen in Brasilien an. Ab 2013 sollte im Werk Curitiba die Produktion um 100.000 Einheiten jährlich auf 350.000 Kraftfahrzeuge erhöht werden. Dafür wurden 200 Millionen Euro investiert.
Ab 2011 wurde in Indien das Einsteigermodell Kwid entwickelt, dieses wird dort seit 2015 gefertigt und für unter 4.000 Euro verkauft. 
In Richtung auf das autonome Fahren gründete Renault im Jahr 2018 die Dachmarke EZ. Dazu wurde am 1. November 2023 das Tochterunternehmen Ampere SAS gegründet, um den Markt für Elektroautos abzudecken.
2018 erzielte Renault mit 3,88 Mio. verkauften Fahrzeugen einen Absatzrekord, am 19. November des Jahres wurde CEO Ghosn in Japan festgenommen, seitdem gingen die Verkäufe Jahr für Jahr zurück.
2020 zeigte Renault die Studie Morphoz: Sie basiert auf der mit Mitsubishi und Nissan entwickelten CMF-EV-Plattform für Elektrofahrzeuge. Der Morphoz kann seine Länge verändern und hat eine wechselbare Batterie.
Anfang 2021 wurde die Marke Mobilize vorgestellt, unter der Fahrzeuge vermarktet werden, die primär für den Einsatz in der Shared Mobility wie Carsharing oder Ride-Hailing gedacht sind. So wird beispielsweise der Mobilize Duo als Nachfolgemodell des Renault Twizy unter dieser Marke angeboten.

## Kritik
Nach dem russischen Überfall auf die Ukraine, der am 24. Februar 2022 begann, zogen sich viele internationale, insbesondere westliche Unternehmen aus Russland zurück. Im Gegensatz zu den meisten seiner westlichen Konkurrenten kündigte Renault nur zögerlich Veräußerungen oder eine Verkleinerung seiner Aktivitäten in Russland an und erntete dafür Kritik. Am 21. März nahm Renault die Produktion im Automobilwerk Renault Russia in der Nähe von Moskau zunächst wieder auf. Im Mai 2022 trat Renault dann seine Tochtergesellschaft Renault Russie für einen symbolischen Rubel an die Stadt Moskau ab.

## Unternehmensinformationen

### Aktionärsstruktur
| Anteil (in Prozent) | Anteilseigner          |
| ------------------- | ---------------------- |
| 19,74               | Französische Republik  |
| 15,00               | Nissan Motor Co., Ltd. |
| 03,10               | Daimler AG             |
| 02,09               | Mitarbeiter            |
| 01,57               | Eigene Anteile         |
| 58,50               | Streubesitz            |

Stand: 15. Mai 2018

### Vertrieb in Deutschland
Der Sitz der Renault Deutschland AG lag lange Zeit in Brühl. Im April 2022 wurde bekannt, dass der Unternehmenssitz nach Köln-Mülheim verlegt werden soll, dies geschah im Juni 2023. Die Logistik des Unternehmens bleibt am bisherigen Standort Brühl-Vochem und soll sich vergrößern. Die deutsche Niederlassung des Autofinanzierers RCI Banque ist in Neuss.
In Deutschland hatte Renault im Jahr 2014 einen Anteil von 3,5 Prozent an den Pkw-Neuzulassungen und war damit die zweitstärkste ausländische Marke. Der Vertrieb wird über die Tochtergesellschaft Renault Retail Group Deutschland GmbH mit Niederlassungen in den Städten Berlin, Frankfurt, Hamburg, Köln, Sankt Augustin und München sowie über Vertragshändler abgewickelt. 2008 ging die Retailgroup aus der REAGROUP hervor. 2004 wurde auch der Vertrieb der Marke Dacia übernommen.

### Renault-Werke mit Fahrzeugtypen, Zulieferern und Produktionszahlen (2011)

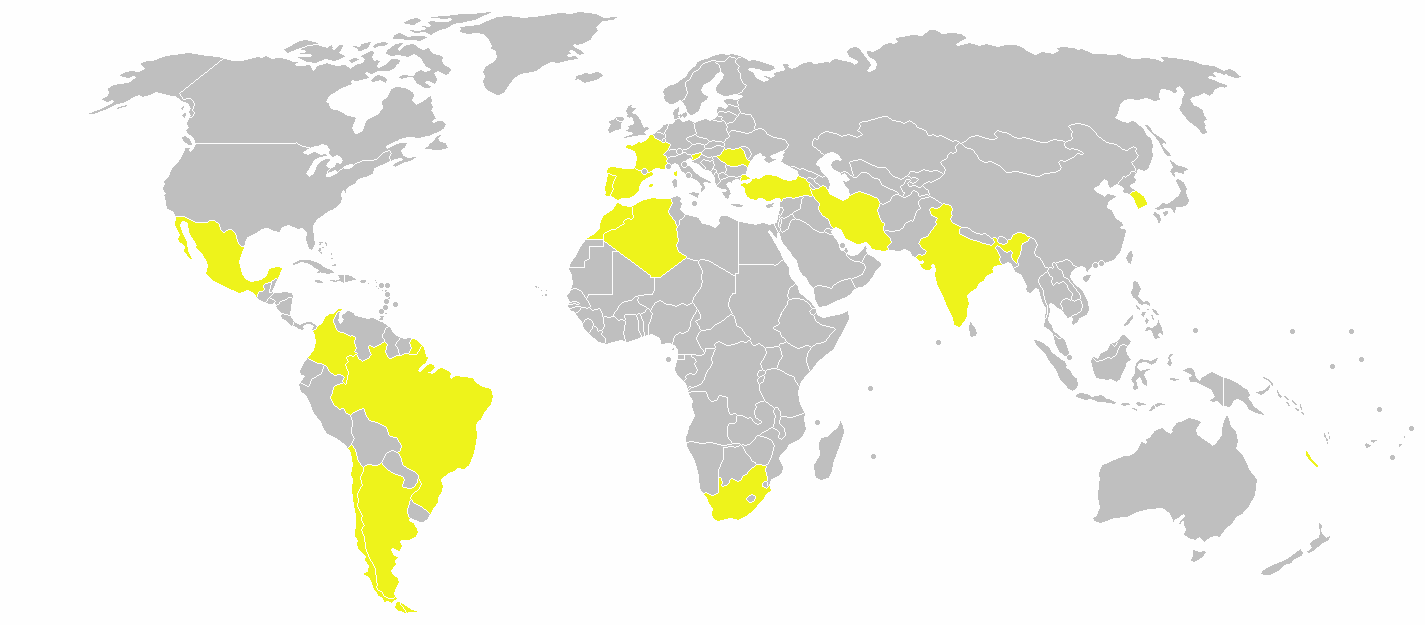
Renault-Werke weltweit im Jahr 2015.

- Flins-sur-Seine (Département Yvelines): Twingo I, Clio III (148.000 Pkw)[38]
- Maubeuge Construction Automobile in Maubeuge (Département du Nord): Kangoo (147.000 Pkw)[38]
- Sandouville bei Le Havre: Laguna, Vel Satis, Espace (64.900 Pkw)[38]
- Douai bei Lille: Scénic, Mégane II (177.200 Pkw)[38]
- Lille: Getriebe und Achsen
- Villeurbanne bei Lyon: Fahrwerksteile
- Renault España (RESA) mit drei Werken in Spanien:
  - Palencia (Villamuriel de Cerrato): Mégane II, Mégane III, Kadjar
  - Valladolid: Modus, Grand Modus, Renault Twizy, Renault Captur, Renault Symbioz
  - Sevilla: Getriebekomponenten
- Pitești (Rumänien): (Dacia) Logan
- Revoz in Novo mesto (Slowenien): Clio Campus, Clio Storia, Twingo II, Renault Wind
- Bursa (Türkei): Mégane Sedan, Clio II, Renault Clio Grandtour
- Enstone (England): Fahrgestelle und Motoren für die Formel 1
- Saint-Priest (Métropole de Lyon): Lkw (Renault Trucks ist ein selbstständiges Unternehmen, das seit 2001 zur Volvo-Gruppe gehört)
- in Marokko: Tanger[39]
- in Asien:
  - Renault Korea Motors in Busan (Südkorea): Renault Koleos

### Statistik
Verkaufte Autos des Renault-Konzerns (inklusive aller Töchter):
- 1996 1,84 Mio.
- 1997 1,90 Mio.
- 1998 2,21 Mio.
- 1999 2,37 Mio.
- 2000 2,38 Mio.
- 2001 2,41 Mio.
- 2002 2,40 Mio.
- 2003 2,39 Mio.
- 2004 2,49 Mio.
- 2005 2,53 Mio.
- 2006 2,43 Mio.
- 2007 2,48 Mio.
- 2008 2,38 Mio.
- 2009 2,31 Mio.
- 2010 2,63 Mio.
- 2011 2,72 Mio.
- 2012 2,25 Mio.
- 2013 2,63 Mio.
- 2014 2,71 Mio.
- 2015 2,80 Mio.
- 2016 3,18 Mio.
- 2017 3,76 Mio.
- 2018 3,88 Mio.
- 2019 3,75 Mio.
- 2020 2,95 Mio.
- 2021 2,70 Mio.
- 2022 2,05 Mio.
- 2023 2,24 Mio.
- 2024 2,27 Mio.

## Renault im Automobilsport

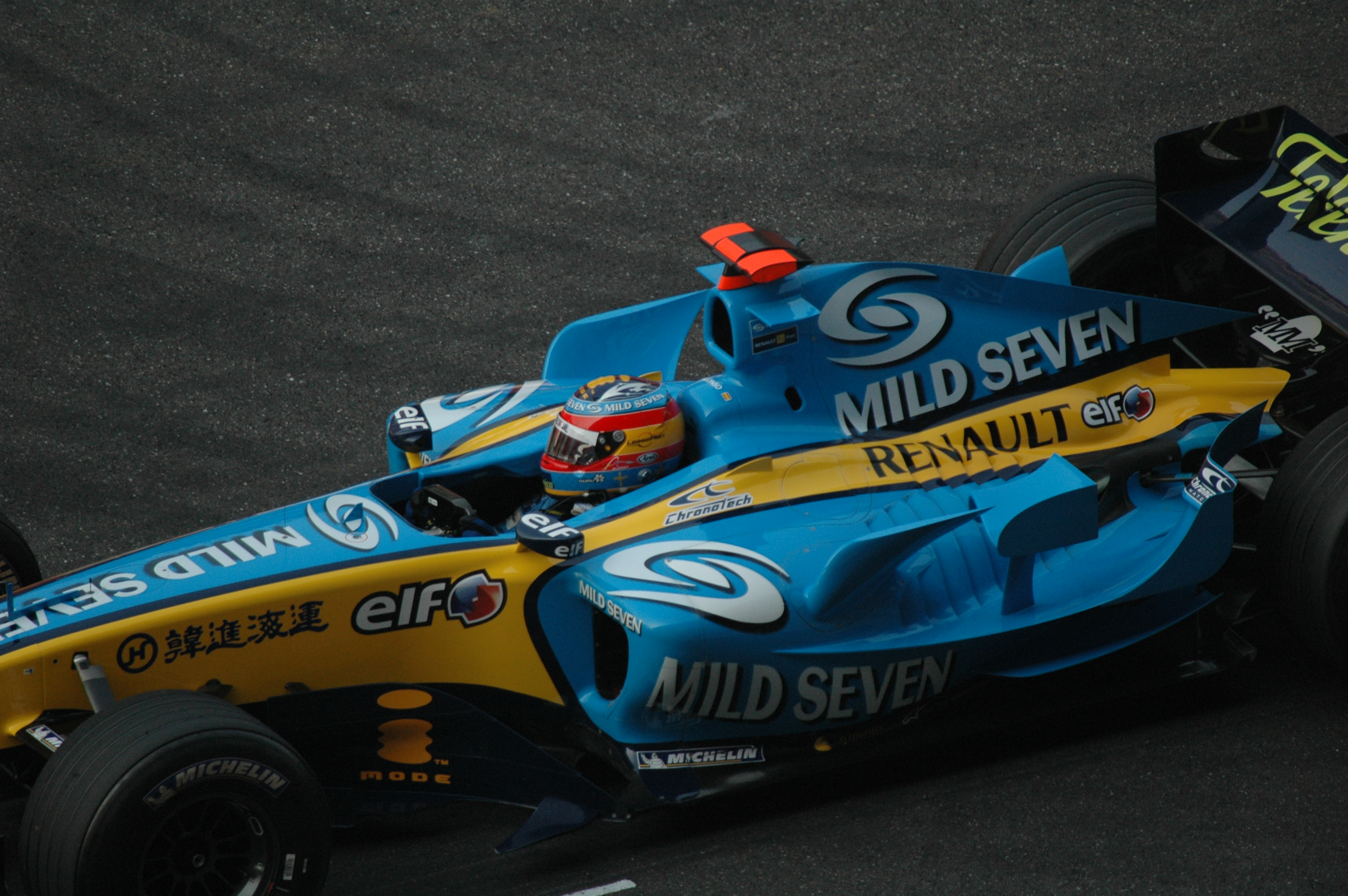
Weltmeister Fernando Alonso im Werks-Renault (2005)

Im Jahr 1968 hatten sich die Renault-Werke mit anderen Autoherstellern verbunden und die Formel Renault als nationale Nachwuchsserie im Motorsport ins Leben gerufen. Seitdem nutzt Renault den Motorsport als Werbeplattform und als Testfeld für neue technische Entwicklungen.
Seit 1977 ist Renault mit nur kurzen Unterbrechungen dauerhaft in der Formel 1 engagiert, und zwar zeitweise mit einem Werksteam (1977 bis 1985 und 2001 bis 2009), das 2005 und 2006 mit Fernando Alonso die Fahrerweltmeisterschaft gewann, vor allem aber als Lieferant von Rennmotoren. 1977 revolutionierte Renault die Formel 1 durch die Einführung von Turbomotoren. In den 1990er-Jahren war Renault der dominierende Motorenhersteller der Formel 1. Als Motorenpartner des britischen Teams Williams gewann Renault zwischen 1992 und 1997 alle Konstrukteursmeisterschaften, darüber hinaus gingen in dieser Zeit mit Ausnahme von 1994 alle Fahrertitel an Piloten, die Renault-Motoren einsetzten. Von 2010 bis 2013 gewann Renaults Kundenteam Red Bull, für das Sebastian Vettel antrat, alle Fahrer- und Konstrukteurstitel. Seit 2016 unterhält Renault im britischen Enstone wieder ein eigenes Werksteam, das mit einem eigenen Rennwagen und einem in Frankreich gebauten Motor antritt. Dieser Entscheidung waren längere Untersuchungen über die Werbewirksamkeit eines bloßen Motorenengagements im Vergleich zu einem vollständigen Werkseinsatz mit eigenem Auto vorausgegangen. Die Entscheidung für eine Rückkehr Renaults in die Formel 1 war mit Sonderzahlungen des Formel-1-Rechteinhabers verbunden.
Ab 2026 will Renault keine eigenen Formel-1-Motoren mehr produzieren und die Motorenfabrik in Viry-Châtillon soll in ein Ingenieurszentrum umgewandelt werden.
Im E-Sport ist Renault Sponsor des Rocket League Teams von Team Vitality.

## Alle Renault-Modelle

### 1899–1918
- Type A
- Type B
- Type C
- Type D
- Type E
- Type G
- Type H
- Type I
- Type J
- Type K
- Type L
- Type M
- Type N (a) und Type N (b)
- Type N (c)
- Type O
- Type O (b)
- Type P
- Type Q
- Type R
- Type S
- Type T
- Type U (a) und Type U (e)
- Type U (b), Type U (c) und Type U (d)
- Type V
- Type X
- Type Y
- Type Z
- Type AB
- Type AE/AF
- Type AG
- Type AH
- Type AI
- Type AJ
- Type AK
- Type AL
- Type AM
- Type AN
- Type AO
- Type AQ
- Type AR
- Type AS
- Type AT
- Type AX
- Type AZ
- Type BF
- Type BH
- Type BK
- Type BM
- Type BX
- Type BY
- Type BZ
- Type CB
- Type CC
- Type CD
- Type CE
- Type CF
- Type CG
- Type CH
- Type CI
- Type CQ
- Type DG
- Type DJ
- Type DM
- Type DO
- Type DP
- Type DQ
- Type DT
- Type DX
- Type DZ
- Type ED
- Type EE
- Type EF
- Type EI
- Type EJ
- Type EK
- Type ER
- Type ES
- Type ET
- Type EU
- Type FE
- Type FI
- Type FK

### 1919–1945
- Celtaquatre
- Celtastandard
- Juvaquatre
- Monaquatre
- Monasix
- Monastella
- Nerva Grand Sport
- Nervahuit
- Nervasport
- Nervastella
- Nervastella Grand Sport
- Novaquatre
- Primaquatre
- Primastella
- Reinasport
- Reinastella
- Suprastella
- Type EU
- Type FD
- Type FS
- Type GR
- Type GS
- Type GV
- Type GX
- Type HD
- Type HF
- Type HG
- Type HU
- Type IC
- Type IG
- Type II
- Type IM
- Type IQ
- Type IR
- Type JD
- Type JM
- Type JP
- Type JR
- Type JS
- Type JT
- Type JV
- Type JY
- Type KD
- Type KH
- Type KJ
- Type KO
- Type KR
- Type KZ
- Type LS
- Type LZ
- Type MC
- Type ME
- Type MG
- Type MH
- Type MT
- Type NE
- Type NM
- Type NN
- Type NO
- Type NS
- Type PG
- Type PI
- Type PK
- Type PL
- Type PM
- Type PZ
- Type RA
- Type SO
- Viva Grand Sport
- Vivaquatre
- Vivasix
- Vivasport
- Vivastella
- Vivastella Grand Sport

### 1919–1945 Busse

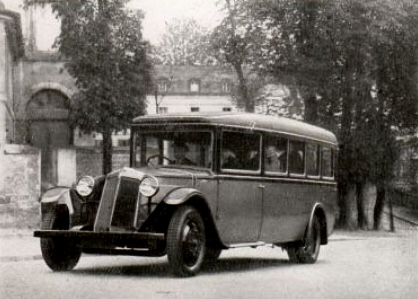
Renault SX
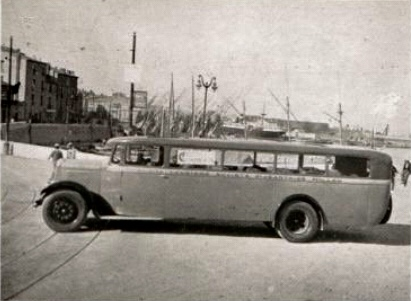
Renault TI.N
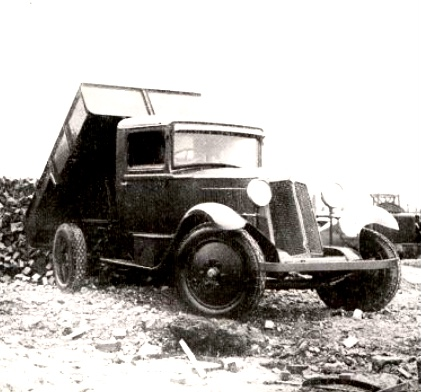
Renault PR
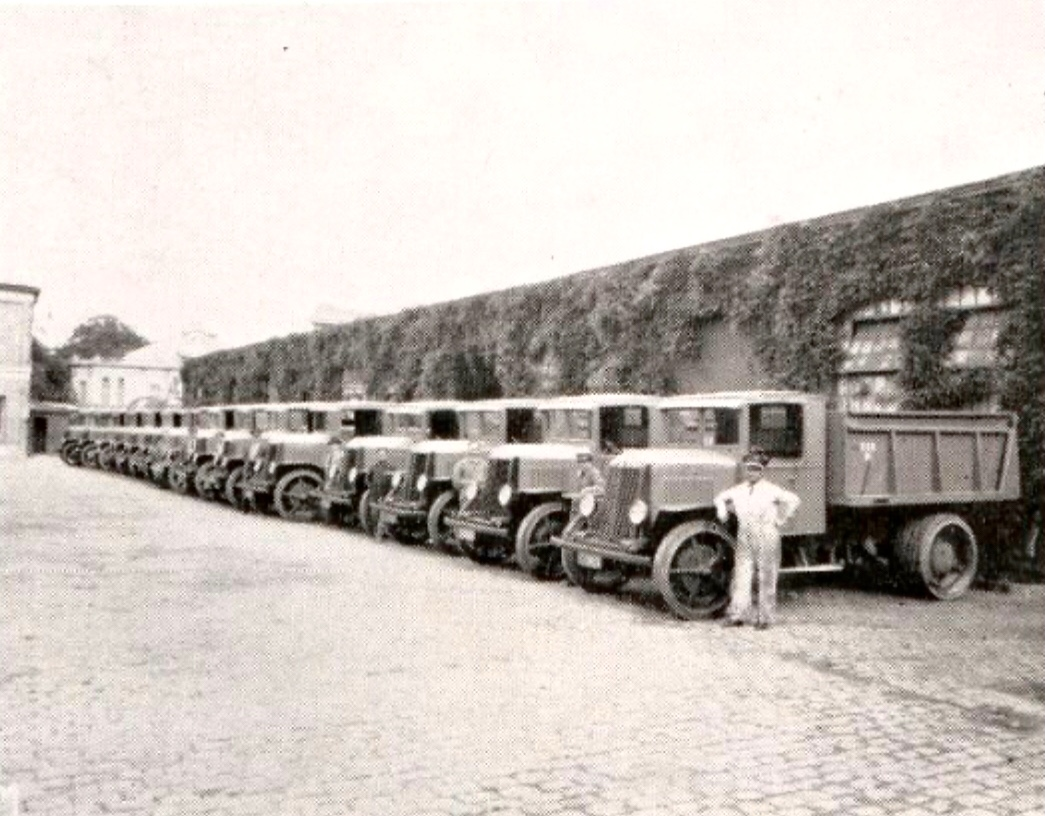
Renault TS kurzer Radstand
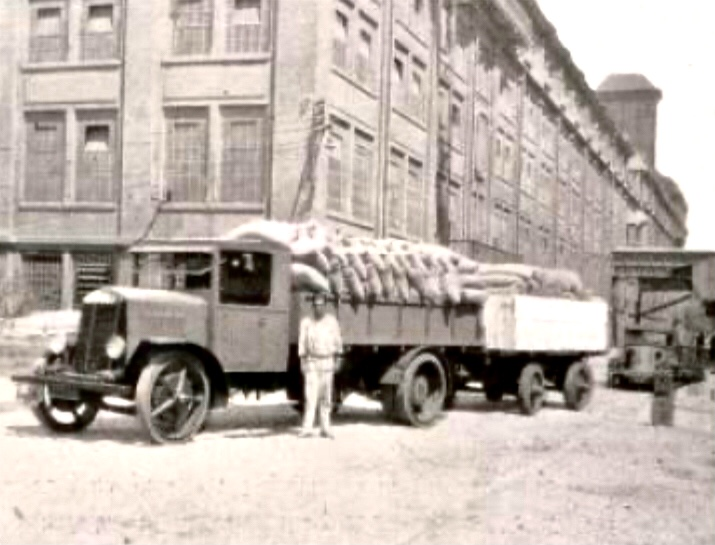
Renault TS langer Radstand

- Renault OS 12 Sitzplätze; Vierzylindermotor 2120 cm³ (75 mm Bohrung, 120 mm Hub); 1,8 t
- Renault PR 17 Sitzplätze; Vierzylindermotor 2120 cm³ (75 mm Bohrung, 120 mm Hub); 2,5 t
- Renault SX 17 Sitzplätze; Sechszylindermotor 3180 cm³ (75 mm Bohrung, 120 mm Hub); 2,5 t
- Renault SX L 19 Sitzplätze; Sechszylindermotor 3180 cm³ (75 mm Bohrung, 120 mm Hub); 2,75 t
- Renault SZ 22 Sitzplätze; Sechszylindermotor 3180 cm³ (75 mm Bohrung, 120 mm Hub); 3,8 t
- Renault SZ L 25 Sitzplätze; Sechszylindermotor 3180 cm³ (75 mm Bohrung, 120 mm Hub)
- Renault TL 29 Sitzplätze; Vierzylindermotor 6082 cm³ (110 mm Bohrung, 160 mm Hub); 5 t
- Renault TI.N 31 Sitzplätze; Vierzylindermotor 6082 cm³ (110 mm Bohrung, 160 mm Hub); 5 t
- Renault TI.N L 35 Sitzplätze; Vierzylindermotor 6082 cm³ (110 mm Bohrung, 160 mm Hub); 5 t
- Renault TI 31 Sitzplätze; Sechszylindermotor 9123 cm³ (110 mm Bohrung, 160 mm Hub); 5 t
- Renault TI L 35 Sitzplätze; Sechszylindermotor 9123 cm³ (110 mm Bohrung, 160 mm Hub); 5 t
- Renault ZP 23 Sitzplätze; Vierzylindermotor 5881 cm³ (120 mm Bohrung, 130 mm Hub)
- Renault ZP L 31 Sitzplätze; Vierzylindermotor 5881 cm³ (120 mm Bohrung, 130 mm Hub)

### Lieferwagen
| - Renault MA (1931) - Renault OS (1931); 1,8 t - Renault MY (1931) - Renault PD (1931) - Renault PR (1931), Vierzylindermotor 2120 cm³ (75 mm Bohrung, 120 mm Hub); 2,5 t - Renault PB (1931) - Renault SX (1931), Sechszylindermotor 3180 cm³ (75 mm Bohrung, 120 mm Hub); 2,5 t - Renault SZ (1931), 3,8 t |

### Lastwagen vor 1919
| - Renault EG |

### 1919–1945 Lastwagen
| - Renault ABF 5 t; Vierzylindermotor 5881 cm³ (120 mm Bohrung, 130 mm Hub) - Renault ABG 10 t; - Renault AHN 3,5 t; - Renault KZ 0,75 t; Vierzylindermotor 2120 cm³ (75 mm Bohrung, 120 mm Hub) - Renault MH - Renault MM - Renault MV - Renault OX - Renault SF - Renault SG - Renault SH - Renault TR 5,5 t; Vierzylindermotor 6082 cm³ (110 mm Bohrung, 160 mm Hub) - Renault TL Vierzylindermotor 6082 cm³ (110 mm Bohrung, 160 mm Hub); 5 t - Renault TS 7,5 t, als Zug mit Anhänger bis zu 16 t - Renault UD 7 t bis 10 t - Renault ZI - Renault ZP Vierzylindermotor 5881 cm³ (120 mm Bohrung, 130 mm Hub) |

### Traktoren
| - Renault PE (Auch Bezeichnung für Schienentriebwagen für bis zu 40 Personen) - Renault PO - Renault RK - Renault Ares ab 2003 Claas Ares |

Renault hatte seit 1932 Traktoren gebaut, 1939 wurde die Traktorenfabrik Société des usines de Pontlieue in Le Mans übernommen, 1963 die Traktorenfertigung von Porsche. Renault verkaufte seine Traktorensparte mit dem Werk in Le Mans zwischen 2003 und 2008 sukzessiv an Claas. Den Ares produzierte Renault seit 1996, mit der teilweisen Übernahme der Sparte durch Claas wurde er auf deren Optik umgestellt. Der umgestaltete Ares wurde erstmals 2003 beim 90-jährigen Jubiläum von Claas vorgestellt. Produziert wurden die Fahrzeuge weiterhin in Le Mans, 2009 wurde die Baureihe eingestellt, Nachfolger ist der Claas Arion, weiterhin gebaut in Le Mans.

### Motorenprogramm Renault LKW
| Jahr       | 1928       | 1929       | 1930       | 1931       |
| ---------- | ---------- | ---------- | ---------- | ---------- |
| 4 Zylinder | ca. 12.000 | ca. 8.700  | ca. 5.800  |            |
| 6 Zylinder | ca. 6.000  | ca. 8.300  | ca. 10.100 |            |
| 8 Zylinder | 0          | 0          | ca. 100    |            |
| Summe LKW  | ca. 18.000 | ca. 17.000 | ca. 16.000 | ca. 15.000 |

### Seit 1945
| Bauzeit Produzierte Fahrzeuge | Baureihe                  | Anmerkung | Bild         |
| Kleinstwagen                  | Kleinstwagen              | Kleinstwagen | Kleinstwagen |
| ----------------------------- | ------------------------- | --- | ------------ |
| 1993–2007                     | Twingo I                  | Der Name „Twingo“ war aus einem Phantasiewort entstanden. Es vereint die drei Begriffe Twist, Swing und Tango. Er erhielt 1998 ein Facelift (lackierte Front- und Heckstoßstange und technische Änderungen), blieb aber sonst unverändert. 2003 wurde er durch erweiterte Sicherheitstechnik, verbesserte Bremsen und neuem 1,2-l-16V-Motor ein weiteres Mal aufgewertet. Außerdem neu: Die Linie Initiale mit Ledersitzen, serienmäßiger Klimaanlage und optionalem Navigationssystem. Der Twingo I war wirtschaftlich erfolgreich. Dazu trugen das auch heute noch zeitgemäße Design, ein guter Rundumblick, das Innenraumkonzept und das gegen Aufpreis erhältliche Faltdach bei. Renault produzierte von diesem Wagen viele Sondermodelle. |              |
| 2007–2014                     | Twingo II                 | Der zweite Twingo hatte eine größere Ausstattungsvielfalt als sein Vorgänger. Er wurde ebenfalls nur mit drei Türen gebaut. Neu hinzu kamen die Varianten Sport und RS. Auch ein Dieselmotor befand sich nun im Angebot. Des Weiteren waren einige Sondermodelle (wie Night & Day oder Nokia) erhältlich. Anfang 2012 wurde der Twingo II überarbeitet. |              |
| 2014–2024                     | Twingo III                | Die dritte Ausführung des Kleinwagens wurde in Zusammenarbeit mit Smart entwickelt. Wie deren neues viersitziges Modell hat auch der Twingo Heckmotor und Heckantrieb. Zudem gab es ihn erstmals (und ausschließlich) als Fünftürer. |              |
| Kleinwagen                    |                           | |              |
| 1946–1961                     | Renault 4CV               | Wie der VW Käfer und der Tatra 97 hatte der 4CV Heckantrieb, jedoch wie der Mercedes-Benz W 23 einen wassergekühlten Reihenmotor und dazu eine selbsttragende Karosserie mit vier Türen. Wegen der nach dem Krieg knappen Ressourcen und Rohstoffe wurde der Wagen anfangs nur in Sahara-Beige lackiert, weil Restbestände von Tarnfarbe für die Armee aufgebraucht wurden. Sein Spitzname war daher in Frankreich „Butterklumpen“ (motte de beurre), die Saarländer nannten ihn Cremeschnittchen. Insgesamt wurden 1,1 Millionen Exemplare gebaut. |              |
| 1961–1962                     | Renault 3                 | Der R3 war die nur ein Jahr lang gebaute Sparversion des R4 mit weniger Ausstattung und kleinerem Motor. Von ihm entstanden nur 2571 Exemplare. |              |
| 1961–1992                     | Renault 4                 | Er war der erste fünftürige Kleinwagen von Renault. Motor und Getriebe wurden vom 4 CV übernommen, er hatte aber als einer der ersten in dieser Klasse Frontantrieb. Seinen Erfolg verdankte er dem Umstand, dass er praktisch, preiswert und robust war. Den R4 schätzten nicht nur die Studenten und jungen Familien der damaligen Zeit, auch die spanische Guardia Civil und die französische Gendarmerie verwendeten den R4 bis weit in die 1990er-Jahre. Auch als Kastenwagen F4, 20 cm länger als F6, als Cabrio Plein Air und mit Kunststoffaufbau Rodeo war er erhältlich. Insgesamt wurde er 8 Millionen Mal verkauft. |              |
| 1972–1996                     | Renault 5                 | Diente als Ergänzung zum R4 und als modernere und billiger zu produzierende Alternative zum Renault 6. Der Wagen hatte eine selbsttragende Karosserie ohne den Plattformrahmen des R4 und R6. Die Radaufhängungen waren denen des R4 ähnlich, aber einfacher und aus weniger Teilen aufgebaut. Erhältlich waren Motoren von 850 cm³ bis 1800 cm³, zuletzt auch mit Turboaufladung im R5 Alpine Turbo (122B; 1400 cm³). Der kleine Freund, wie durch die Werbung später genannt, wurde als Drei- und (ab 1979) als Fünftürer gebaut. Ende 1984 wurde eine neue Generation eingeführt, die Form blieb jedoch dem Ursprungsmodell angeglichen. Der Motor war jetzt quer eingebaut. Während seine Produktion 1990 in Frankreich endete, wurde er in Slowenien bis 1996 weiterhin gebaut. Bis 1994 blieb der R5 in Deutschland im Angebot, zuletzt nur noch mit Dieselmotor und als Sondermodell Campus. |              |
| 1980–1986                     | Renault 5 Turbo           | Der Renault 5 Turbo wurde mit einem Vierzylinder-Mittelmotor mit Abgasturbolader ausgestattet und basierte auf dem R5. Der Motor war längs vor der Hinterachse eingebaut, mit einem Hubraum von 1397 cm³ leistete dieser 160 PS. Das maximale Drehmoment von 210 Nm wurde bei 3250/min erreicht. |              |
| 1974–1983                     | Renault Siete / Renault 7 | Der Siete (ab 1979: Renault 7) war eine viertürige Stufenhecklimousine auf Basis des ersten R5, die nur in und für Spanien von FASA hergestellt wurde. |              |
| 1990–1998                     | Clio I                    | Der erste Clio löste Mitte 1990 den erfolgreichen R5 ab. Er durchlief zwei Überarbeitungen (1994 und 1996). Eine ab 1994 angebotene Sportversion hieß 16V Williams und war ein Sondermodell, das sich vom Rennstall der Formel 1 (Williams Renault) herleitete. |              |
| 1998–2012                     | Clio II                   | Zweite Generation des Clio. Auch diese durchlief zwei Überarbeitungen: 2001 erfolgte das erste Facelift, das vor allem an den dynamischer gestalteten Frontscheinwerfern, neuen Rückleuchten und einer höherwertigen Innenausstattung erkennbar war. Mit der zweiten Modellpflege 2003 wurde das Programm um einen stärkeren Dieselmotor und den überarbeiteten Renault Clio Sport (2,0-l-16V, 179 PS) ergänzt. Ab 2005 wurde der Clio II nur noch als Sondermodell Campus angeboten, das 2009 eine weitere Überarbeitung erfuhr. Er wurde auch als Sportmodell mit V6-Mittelmotor und als Rennwagen gebaut. Im Ausland gab es zusätzlich eine Stufenheckvariante, die Thalia genannt wurde. Nach 14 Jahren wurde Ende 2012 die Produktion eingestellt. |              |
| 2005–2013                     | Clio III                  | Der Clio III erschien erstmals als Kombiversion (Grandtour), jedoch nicht mehr als V6. Höchste Leistungsstufe ist nun der Sport mit 201 PS. Eine Modellpflege folgte im Frühjahr 2009. |              |
| 2012–2020                     | Clio IV                   | Die vierte Generation des Clio wurde auf dem Pariser Autosalon 2012 präsentiert und ist seit November 2012 als ausschließlich fünftürige Schräghecklimousine sowie seit März 2013 als Kombi Grandtour erhältlich. |              |
| 2013–2024                     | Zoe                       | Elektrisch angetriebener Kleinwagen, basiert auf der Plattform des Clio IV. Eine Modellpflege folgte im Frühjahr 2019. |              |
| seit 2019                     | Clio V                    | Auf dem Genfer Auto-Salon 2019 wurde die fünfte Clio-Generation vorgestellt. |              |
| seit 2024                     | 5 E-Tech                  | Auf dem Genfer Auto-Salon 2024 wurde ein elektrisch angetriebener Renault 5 präsentiert. Er wird gemeinsam mit der sechsten Generation des Nissan Micra in Douai gebaut. |              |
| ab 2027                       | 5 Turbo 3E                | Elektrisch angetriebene Hommage an den 5 Turbo aus den 80er-Jahren. |              |
| Kompaktklasse                 |                           | |              |
| 1937–1955                     | Juvaquatre                | Auf dem Pariser Autosalon 1937 wurde der Juvaquatre erstmals vorgestellt. Der Kombi folgte kurz darauf. Dieser wurde anfangs hauptsächlich von der französischen Post genutzt. 1939 kam zur zweitürigen Version auch eine viertürige Limousine auf den Markt. Während des Zweiten Weltkriegs wurde die Produktion allerdings erheblich reduziert und erst 1946 wieder aufgenommen. Ab 1948 gab es nur noch den Kastenwagen, 1950 kam ein Kombi hinzu, weil sich aus dem Renault 4CV mit stehendem Heckmotor kein Kombi ableiten ließ. 1954 erhielt der Juvaquatre den Motor des 4CV vorn eingebaut, der Heckantrieb wurde beibehalten. 1956 wurde er in Dauphinoise umbenannt, bekam das Armaturenbrett und das angepasste Interieur des 4CV, wurde wahlweise als Kombi oder als Lieferwagen angeboten und übernahm damit die Rolle eines 4CV-Kombis. Dessen Produktionsende lag dann auch nur ein Jahr vor dem des 4CV. |              |
| 1956–1968                     | Dauphine                  | Die Dauphine war Nachfolger des 4CV und wurde wie dieser nur als viertürige Limousine mit Heckmotor verkauft. Der Name bedeutet Thronfolgerin und zielt damit auf die Verkaufserfolge des 4CV in Europa und auch in den USA. Die Leistung lag anfangs bei 26,5 PS, bis sich der Tuner Amédée Gordini, der auch ehrfurchtsvoll der Hexer genannt wurde, im Auftrag von Renault des Motors annahm. Er schuf den Renault Gordini, dessen Leistung er auf 33 bzw. 36 PS bei 850 cm³ steigern konnte. Für den Automobilsport wurde 1959 noch ein R1093 oder Rallye-Dauphine genanntes Modell entwickelt, das an verschiedenen Autorennen wie der Rallye Monte Carlo teilnahm. Die Motorleistung dieses Modells wurde sogar auf 49 PS gesteigert. |              |
| 1962–1973                     | Renault 8                 | Viertürige Limousine mit längs im Heck eingebautem Vierzylinder-Reihenmotor. Den R8 gab es auch in sportlichen Ausführungen (Gordini und S). Das Modell hatte Einzelradaufhängung und Scheibenbremsen an allen vier Rädern. Im Sommer 1973 wurde der R8 ohne Nachfolger eingestellt. |              |
| 1968–1980                     | Renault 6                 | Der R6 wurde als Kompaktlimousine mit großer Heckklappe auf der Plattform des R4 konzipiert. Er richtete sich mit seiner modernisierten Form (ähnlich dem Renault 16) und besseren Ausstattung vor allem an junge Familien. Die Frontscheinwerfer der ersten Version waren rund. Im Sommer 1973 wurden quadratische Frontscheinwerfer, größere Heckleuchten, Kühlergrill ohne Chromelemente und eine veränderte Kennzeichenbeleuchtung eingeführt. |              |
| 1976–1982                     | Renault 14                | Beim Renault 14 handelte es sich um das erste Modell von Renault in der Golf-Klasse. Wie seine Vorgänger folgte er als Schräghecklimousine mit großer Heckklappe und einem dadurch variablen Kofferraum dem heutzutage klassentypischen Karosseriekonzept. Anders als der VW Golf und Modelle weiterer Konkurrenten wurde der R14 nur fünftürig angeboten. Die Motoren, die gemeinsam mit PSA gebaut wurden, hatten 1,2 oder 1,4 l Hubraum. Jedoch war der Erfolg eher bescheiden. Mit weiteren Leistungs- und Ausstattungsvarianten und einem Facelift im Herbst 1979 sollten größere Kundenkreise erschlossen werden, was jedoch nicht gelang. Ende 1982 wurde die Fertigung des R14 daher eingestellt. |              |
| 1981–1988                     | Renault 9/11              | Die Schwestermodelle R9 und R11 sind beides Fahrzeuge mit Frontantrieb und querstehendem Frontmotor. Der im Sommer 1981 eingeführte R9 war eine viertürige Stufenhecklimousine, der Mitte 1983 präsentierte R11 die drei- und fünftürige Version mit Schrägheck. Die Radaufhängungen des Fahrzeugs sorgten für ein weiches Fahrgefühl, jedoch waren die Fahrzeuge leicht und so zu ansprechenden Fahrleistungen fähig. Wegen der geringen Pannenanfälligkeit sowie dem günstigen Verbrauch waren R9 und R11 während ihrer Produktionszeit in ganz Westeuropa weit verbreitet. Die Motoren hatten eine Leistungsspanne von 54 (1,6-l-Diesel) bis 115 PS (1,4-l-Turbo). Es wurde auch ein Prototyp mit Vierradlenkung entwickelt, der aber nie serienreif wurde. Ein Facelift des Frontbereichs Ende 1986 (die charakteristischen Doppelscheinwerfer wurden durch einfache Rechteckleuchten ersetzt) konnte den Produktionsstopp im Herbst 1988 nicht aufhalten. |              |
| 1988–1997                     | Renault 19                | Der R19 galt bei Renault als großer Fortschritt im Bereich Qualität. Zunächst im Herbst 1988 als Schrägheck auf dem Markt gebracht, folgte im Sommer 1989 ein Stufenheck (Chamade, später Bellevue). Das Cabriolet wurde ab Mitte 1991 von Karmann in Osnabrück hergestellt. Im Juni 1992 erhielt die Baureihe ein Facelift, das einen neuen Kühlergrill sowie abgedunkelte Heckleuchten brachte. Das Kennzeichen saß hinten nun in den Stoßfängern. Von 1990 bis 1994 war der R19 das meistverkaufte Importauto in Deutschland und wurde in den Jahren 1991 und 1992 jeweils etwa 100.000-mal verkauft. Ein Wert, den bisher kein Importmodell erreichen konnte. Im Herbst 1995 wurde die Produktion der Schräg- und Stufenheckmodelle in Europa beendet, das Cabrio wurde noch bis Anfang 1997 gebaut. |              |
| 1995–2003                     | Mégane I                  | Die erste Generation des Renault Mégane gab es mit Schräg- und Stufenheck (Classic) sowie als Coupé (bis 1999 unter dem Namen Coach). Hinzu kam ein auf dem Coupé basierendes Cabriolet. Im Frühjahr 1999 erfolgte eine Überarbeitung, welche eine neu gestaltete Front, neu gestaltete Rückleuchten und eine überarbeitete Innenausstattung umfasste. Zum gleichen Zeitpunkt erschien der Kombi Grandtour. Ab Oktober 2000 kamen auch neue Ausstattungslinien hinzu, ebenso ein neuer Common-Rail-Diesel und kleinere optische Verschönerungen wie eine Chromzierleiste um den Kühlergrill oder lackierte Türgriffe (je nach Ausstattungsvariante). Motoren: 64 (1,9 D) bis 150 PS (2,0 16V). Im November 2002 endete die Produktion des Schräghecks und die des Coupés. Stufenheck, Kombi und Cabrio wurden erst im Sommer 2003 ersetzt. |              |
| 2002–2009                     | Mégane II                 | Mit der zweiten Generation Mégane II setzte Renault seine beispielgebende Entwicklung in Sachen Fahrzeugsicherheit, vor allem beim Insassenschutz, fort und erreichte auch mit diesem Modell fünf Sterne im Euro-NCAP-Crashtest. Im Gegensatz zum Vorgänger fiel das unkonventionelle Design auf, was an die schon vorher erschienenen Modelle Vel Satis und Avantime erinnerte. Die Karosserievielfalt wurde beibehalten: drei- und fünftüriges Schrägheck, Stufenheck, Kombi (Grandtour) und Coupé-Cabriolet (mit faltbarem Stahldach). Anfang 2006 erhielt die Baureihe ein Facelift. Die optischen Neuerungen beschränkten sich auf eine leicht veränderte Frontpartie und neu gestaltete Heckleuchten. Bis 2010 blieben noch das Stufenheck sowie das Coupé-Cabrio CC im Programm. Motoren: 82 (1,4-l-Otto/1,5-dCi-Diesel) bis 230 PS (RS „F1 Team“). |              |
| 2008–2016                     | Mégane III                | Dritte Auflage des Kompaktwagens, die seit Ende November 2008 im Handel ist. Die Ausstattung des Mégane III beinhaltet zum Beispiel die Keycard-Handsfree-Funktion, einen analogen Drehzahlmesser und einen digitalen Tachometer. Das dreitürige Coupé ist seit Januar 2009 verfügbar und hat (wie einst der erste Mégane Coupé/Coach) eine eigenständige Karosserie. Es ist serienmäßig mit einem sportlicheren Fahrwerk und Leichtmetallrädern ausgestattet. Ein Cabrio und ein Stufenheck (mit dem Namen Fluence) folgten im Sommer 2010. Im Frühjahr 2012 erhielt die Reihe ein leichtes Facelift (andere Schürzen, Lufteinlässe und LED-Tagfahrleuchten). Anfang 2014 wurde eine weitere Modellpflege durchgeführt, wodurch die Front der aktuellen Designlinie angepasst wurde und ein neuer 1,2 Liter-Ottomotor mit Turbolader eingeführt wurde. |              |
| 2009–2014                     | Fluence                   | Der Fluence, basierend auf dem dritten Mégane, wird seit Februar 2009 hergestellt und ist im Produktionsland Argentinien seither fester Bestandteil im Modellprogramm. In Deutschland wurde der Fluence erst auf der IAA 2009 in Frankfurt präsentiert und im Spätsommer 2010 eingeführt. Aufgrund der mangelnden Nachfrage wurde das Fahrzeug zunächst im Herbst 2012 vom deutschen Markt genommen. Als letzte Variante lief bis Anfang 2014 noch der rein elektrisch angetriebene Fluence Z.E. vom Band. |              |
| seit 2016                     | Mégane IV                 | Seit März 2016 ist die vierte Generation des Mégane im Handel. Nach der Schräghecklimousine kam im Sommer 2016 der Grandtour auf den Markt. Seit Frühjahr 2024 gibt es nur noch eine Limousine. Die Motorenpalette wurde nur behutsam weiterentwickelt, während das Design nun an den größeren Talisman erinnert. |              |
| seit 2021                     | Mégane E-Tech             | Auf Basis der CMF-Plattform, die auch der Nissan Ariya verwendet, präsentierte Renault auf der IAA im September 2021 den rein elektrisch angetriebenen Mégane E-Tech. Der Mégane IV blieb zunächst weiter im Angebot. |              |
| Mittelklasse                  |                           | |              |
| 1965–1971                     | Renault 10                | Viertürige Limousine mit längs im Heck eingebautem Vierzylinder-Reihenmotor. Der R10 setzt auf der gleichen Plattform wie der Mitte 1962 präsentierte R8 auf, lediglich Front und Heck wurden verlängert. Während es den R8 auch in sportlichen Ausführungen (Gordini und S) gab, war der ab Herbst 1965 angebotene R10 nur als Luxusversion R10 Major zu ordern. Das Modell hatte Einzelradaufhängung und Scheibenbremsen an allen vier Rädern. Der R10 wurde im Herbst 1971 eingestellt. |              |
| 1965–1980                     | Renault 16                | Er gilt als das erste Fahrzeug mit einer Schrägheckkarosserie in der Mittelklasse und wurde ab Anfang 1965 in einem neu gebauten Werk in Sandouville bei Le Havre produziert. Der R16 gewann die Wahl zum Auto des Jahres 1966. Die Bauweise von Frontmotor und Frontantrieb in Verbindung mit einem Schrägheck wurde später in der Kompaktklasse aber auch in der oberen Mittelklasse (z. B. dem Audi 100 Avant) zum Standard. Die Bauweise der Rücksitzbank ermöglichte eine große Variabilität des Kofferraumes. Sie konnte mit wenigen Handgriffen und ohne Werkzeug ausgebaut werden und vergrößerte so das Ladevolumen auf bis zu 1600 Liter. Ab 1973 wurde der R16 in einer TX-Variante mit 93 PS angeboten, die sich äußerlich durch Doppelscheinwerfer von den übrigen Varianten unterschied. Im Spätsommer 1974 wich der Aluminiumgrill bei einer weiteren Überarbeitung einer Version aus Plastik. Anfang 1980 wurde er aus dem Programm genommen, denn die höherpositionierten Nachfolger R20/R30 waren bereits seit 1975 im Handel. |              |
| 1969–1980                     | Renault 12                | Erster Mittelklassewagen von Renault mit Frontantrieb, der im Herbst 1969 zunächst als Limousine erschien. Die Motoren deckten ein Leistungsspektrum von 54 (R12 L) bis 160 PS (R12 Gordini) ab. Im Sommer 1970 folgte der Kombi namens Break (in Deutschland Variable). Im Sommer 1975 erfuhr der R12 eine Überarbeitung (größere Scheinwerfer sowie größerdimensionierte Heckleuchten, ebenso geänderte Stoßfänger und Armaturenbrett). Der R12 wurde in Rumänien auch unter dem Namen Dacia 1300/1400 als Limousine und 1310/1410 als Kombi in Lizenz bis 2006 gefertigt. In Argentinien lief er mit etwas anderer Karosserieform als Ford Corcel vom Band. Der Renault 12, dessen Produktion bei Renault Anfang 1980 auslief, erreichte eine Stückzahl von 4,2 Millionen. |              |
| 1978–1986                     | Renault 18                | Nachfolger des R12. Er war wie dieser als Limousine und ab Frühjahr 1979 auch als Kombi (Break) verfügbar. Letzterer wurde von Herbst 1983 bis zum Produktionsende auch mit Vierradantrieb angeboten. Anfangs waren zwei Motor- (1,4 l / 64 PS und 1,7 l / 78 PS) und zwei Ausstattungsvarianten für den R18 erhältlich. Das Motorenangebot wurde noch auf bis zu 2,2 l Hubraum erweitert. Es gab auch aufgeladene Motoren: einen 2,1-l-Turbodiesel sowie den 1,6-l-Turbo-Ottomotor, die eine Leistung von etwa 110 PS (später 125 PS) erbrachten. Im Frühjahr 1986 wurde die Produktion beendet. |              |
| 1986–1995                     | Renault 21                | Mittelklassewagen und Nachfolger des R18, der im Frühjahr 1986 erschien. Seine Leistungsspanne reichte von 65 (2,1-l-Diesel) bis 175 PS (2,0-l-Turbo). Er war erstmals, neben Stufenhecklimousine und Kombi (Nevada) und nach einer Modellpflege Mitte 1989, auch mit Schrägheck lieferbar. Bemerkenswert auch die Karosseriestruktur. In der Karosserie befinden sich Verstärkungen aus Leichtmetalllegierungen, der Motorblock ruht gummigelagert auf dem großen Achsträger, der als Hilfsrahmen die Crashstruktur verstärkt. Die Seitenstabilität erreichen zwei Querträger im Wagenboden. Außerdem gab es für den R21 je nach Modell zwei verschiedene Bugkonstruktionen, je nach Motorisierung hatte der R21 entweder einen längs oder einen quer eingebauten Motor. Den Nevada gab es auch als 7-Sitzer mit dritter Sitzbank in Fahrtrichtung. |              |
| 1993–2001                     | Laguna I                  | Von Beginn an gab es den Laguna als Fließhecklimousine, der im Herbst 1995 noch der Grandtour genannte Kombi folgte. Im Frühjahr 1998 erhielt er ein Facelift. Neben neuen Motoren (1,6-l-16V/107 PS, 1,8-l-16V/120 PS, 2,0-l-16V/139 PS und 1,9-l-dTi/98 PS) umfasste es eine umfangreichere Serienausstattung (Klimaanlage und Seitenairbag) und kleinere Retuschen (u. a. Klarglasscheinwerfer und neue Rückleuchten). Das Angebot wurde auf zwei Ausstattungsvarianten reduziert, normal und Concorde. Ab Ende 1998 gab es im Laguna auch den ersten Common-Rail-Diesel (1,9-l-dCi/107 PS) von Renault. Vom ersten Laguna wurden bis Frühjahr 2001 ca. 1,5 Millionen Fahrzeuge gebaut. |              |
| 2001–2007                     | Laguna II                 | Der Laguna II war ein neu entwickeltes Modell, das wieder mit Schrägheck und als Kombi (Grandtour) angeboten wurde. Als erstes Auto erreichte der Laguna II die 5 Sterne (33 Punkte = 97 %, +1 Punkt für den Gurtwarner) beim Euro NCAP im Crashtest. Des Weiteren erhielt er anstelle eines herkömmlichen Schlüssels eine Chipkarte. Außerdem wurde die Ausstattung weiter ausgebaut (Authentique, Expression, Dynamique, Privilège und Initiale). Im Frühjahr 2005 wurde der Laguna II einem Facelift unterzogen, was sowohl außen (statt Nasenpflaster nun getrennter Kühlergrill) wie auch sicherheitstechnisch auffiel. Motoren: 105 (1,9-l-dCi) bis 207 PS (3,0-l-V6) |              |
| 2007–2015                     | Laguna III                | Entstammt einer Kooperation mit Nissan. Außer dem Schrägheckmodell und dem Grandtour genannten Kombi gab es ab Herbst 2008 erstmals seit Einstellung des Fuego im Frühjahr 1986 ein Mittelklasse-Coupé. Der Laguna III GT ist mit Allradlenkung ausgestattet. Ein Elektromotor lenkt die Hinterräder mit Spurstange bis zu 3,5 Grad ein. Die Allradlenkung lenkt bis 60 km/h gegenläufig, darüber im Gleichlauf. Im Frühjahr 2011 folgte eine leichte Modellpflege. Im Sommer 2015 endete die Produktion des Laguna nach 22 Jahren. Er wird ab Ende 2015 durch den Talisman abgelöst. |              |
| 2015–2022                     | Talisman                  | Der Talisman teilt sich Module mit dem Renault Espace. Es gab ihn als Stufenhecklimousine und als Grandtour genannten Kombi. Er wurde unter anderem mit Vierradlenkung und adaptiver Dämpfung angeboten. |              |
| Obere Mittelklasse            |                           | |              |
| 1951–1960                     | Frégate                   | Auf der Pariser Autoausstellung 1950 wurde die Frégate mit einem Zweiliter-Motor vorgestellt, aber erst ab November 1951 ausgeliefert. Ab 1956 stand ein neuer 2.141-cm³-Motor mit 57 kW (77 PS) zur Wahl. Im gleichen Jahr kam auch die fünftürige Kombiversion namens Domaine auf den Markt. 1960 wurde die Produktion beendet. Bis dahin wurden 163.383 Frégates in Flins gebaut, einen direkten Nachfolger gab es nicht. |              |
| 1975–1984                     | Renault 30                | Der R30 war Renaults erstes selbst entwickeltes Fahrzeug mit 6-Zylinder-Motor nach dem Zweiten Weltkrieg und sonst baugleich mit dem ein halbes Jahr später erschienenen R20 mit vier Zylindern. Der Hubraum des gemeinsam mit Peugeot und Volvo entwickelten V6-Motors PRV-Motor betrug 2.664 cm³. Anfangs stand eine Leistung von 96 kW (131 PS) zur Verfügung, ab Herbst 1978 gab es auch einen Otto-Einspritzmotor mit 105 kW (143 PS). Zunächst nur als TS angeboten, war er serienmäßig mit Servolenkung, elektrischen Fensterhebern vorn und elektromagnetischer Zentralverriegelung ausgestattet. Anfang 1982 folgte ein 2,1-l-Turbodiesel, allerdings mit vier Zylindern. Der TS mit Vergaser entfiel Mitte 1982, und von den Ottomotoren war nur noch der 143 PS starke 2,7-l-V6 mit Einspritzung im R30 TX lieferbar. Anfang 1984 wurde die Produktion des R30 eingestellt. |              |
| 1975–1984                     | Renault 20                | Vorgestellt im Oktober 1975, wurde der Renault 20 ab Februar 1976 auch in Deutschland angeboten. Äußerlich unterschied er sich vom R30 durch eine andere Fahrzeugfront mit Breitbandscheinwerfern statt runder Doppelscheinwerfer. Ansonsten waren R20 und R30 bis auf wenige technische Kleinigkeiten wie Räder, Kotflügel, Bremsen und Kraftstoffart sowie Details im Innenraum weitgehend gleich. Um die entstandene Lücke zwischen dem R16 und dem R30 zu schließen und eine Ablösung des R16 vorzubereiten, wurde der R20 ins Programm eingeführt. Renault kombinierte Karosserie und Technik des R30 TS mit dem Vierzylinder-Motor aus dem R16 TX oder dem neuen Douvrin-Motor aus Leichtmetall mit 2 Liter Hubraum. Der R16 wurde jedoch parallel noch bis Anfang 1980 weiter angeboten. Während der R30 ausschließlich mit Sechszylinder-V-Motoren (abgesehen vom Anfang 1982 vorgestellten Turbodieselmotor) ausgerüstet wurde, gab es im R20 ausschließlich Vierzylinder-Reihenmotoren. Wie der R30 wurde auch der R20 Anfang 1984 aus dem Programm genommen. |              |
| 1984–1992                     | Renault 25                | Beim Renault 25 wurde das Konzept eines Vierzylinder-Volumen- und eines separaten Sechszylinder-Spitzenmodells wie beim R20 und R30 aufgegeben und beides unter dem gleichen Namen angeboten. Mitte 1985 brachte man eine verlängerte Version (R25 Limousine) auf den Markt, mit 30 cm mehr Abstand zwischen Vorder- und Fondsitzen. Diese war an verlängerten Fondtüren und einer breiteren B-Säule zu erkennen. Sie wurde Mitte 1988 eingestellt. Zur selben Zeit erhielt der R25 ein Facelift (abgerundete Frontpartie, neue und breitere Rückleuchten). Die Abmessungen der Karosserie blieben unverändert, der Innenraum hingegen erfuhr geringe Modifikationen. Das Armaturenbrett erhielt geänderte Lüftungsschlitze. Auch die Motoren wurden der technischen Entwicklung angepasst, z. B. wurden alle Ottomotoren mit einem 3-Wege-Katalysator ausgerüstet. Das Topmodell wurde in der Baccara-Version angeboten, die unter anderem Klimaautomatik, Lederausstattung und Wurzelholzapplikationen enthielt. Anfang 1992 wurde die Fertigung des R25 beendet. |              |
| 1992–2000                     | Safrane                   | Der Safrane hat in der Grundform starke Parallelen zum Vorgänger und wie auch der R25 ein Fließheck mit großer Heckklappe. Die Motorenpalette startete bei 107 PS aus einem 2,2-Liter-4-Zylinder-Motor, der es in einer dreiventiligen Variante auf 137 PS brachte. Darüber hinaus gab es noch den bekannten V6-Motor (bekannt als Europa-V6 oder PRV-Motor) mit 167 PS, der aus einer Gemeinschaftsentwicklung von Renault, PSA und Volvo stammte. Die Dieselmotoren waren anfangs ein 2,5 Liter großer Turbodiesel mit 112 PS sowie ein 2,1 Liter mit 88 PS, die aber später gestrichen oder ersetzt wurden. Eine geringe Anzahl des von Opel-Tuner Irmscher überarbeiteten Safrane Biturbo gab es zeitweise beim Renault-Händler zu kaufen. Dieser durch zwei Turbolader unterstützte Sechszylinder-Motor leistete 267 PS und hatte entsprechende Fahrleistungen (250 km/h). Das Fahrzeug wurde in Kleinserie von 640 Stück bei Irmscher in Remshalden bei Stuttgart hergestellt. Im Sommer 1996 erfolgte ein Facelift, das im Wesentlichen technische Vorteile brachte wie modernere Motoren. Dazu gehörten ein 2,0-l-16V-Vierzylinder mit 136 PS, ein 2,5-l-20V-Fünfzylinder-Motor mit 165 PS, ein 2,2-l-12V-Vierzylinder-Turbodieselmotor mit 113 PS sowie ab 1999 ein 3,0-l-24V-Sechszylinder-Motor mit 190 PS. Von Anfang an gab es beim Safrane ABS serienmäßig, ab 1994 dann auch Airbags für alle Modelle. Von Anfang an gab es Airbags nur bei den V6-Modellen RT+RXE. Ende 2000 wurde auch seine Produktion eingestellt. |              |
| 2002–2009                     | Vel Satis                 | Der Vel Satis löste im April 2002 den Safrane ab, nachdem ein Jahr zuvor eine Studie mit ungewöhnlichem Design gezeigt wurde. Der Mut zu einem vom herkömmlichen Erscheinungsbild von Modellen der oberen Mittelklasse deutlich abweichenden Design ist allerdings bislang zumindest von deutschen Käufern nicht belohnt worden. Im April 2005 wurde der Vel Satis einem Facelift unterzogen. Äußerlich beschränken sich die Änderungen auf einen neuen Kühlergrill mit waagerechten anstatt senkrechten Lamellen; am Heck kamen andere Rückleuchten und eine veränderte Heckschürze zum Einsatz. Neben neuen Außenlackierungen und Leichtmetallrädern haben alle Facelift-Modelle verchromte Türgriffe. Im Innenraum wurden neue Armaturen, Stoffe und Materialien verwendet. Weiterhin wurden die Radio- und Navigationssysteme verbessert und die Ausstattungen erweitert. Im Jahr 2003 konnte Renault in Deutschland 1570 Vel Satis absetzen, ein Jahr später waren es 699, im Jahr 2008 mittlerweile nur noch 51. Motoren: 116 (2,2-l-dCi) bis 241 PS (3,5-l-V6-24V). Ende 2009 wurde seine Produktion eingestellt. |              |
| 2010–2015                     | Latitude                  | Der Latitude ersetzt seit Ende 2010 den eher glücklosen Vel Satis. Im Gegensatz zu diesem ist er jedoch kein reiner Renault, denn er basiert auf der Plattform des koreanischen Samsung SM5 von Renault Samsung Motors und wird auch im gleichen Werk wie dieser gebaut. Der Latitude ist somit mit dem Nissan Maxima verwandt. Motoren und Antriebsstränge wurden vom Laguna übernommen. Der Vertrieb nach Deutschland wurde im Herbst 2012 aufgrund geringer Nachfrage vorzeitig beendet. |              |
| Coupé / Sportwagen            |                           | |              |
| 1955–1995                     | Alpine Renault            | Die als „Alpine Renault“ bzw. „Renault Alpine“ bekannten Fahrzeuge wurden nicht von Renault, sondern von Alpine entwickelt und hergestellt. Sie werden offiziell in den Fahrzeugpapieren dem Sportwagenhersteller Alpine zugeordnet und nicht der Marke Renault. Daher werden die Fahrzeuge bei Alpine beschrieben. Alpine ist eine eigenständige französische Sportwagenmarke, die 1955 von Jean Rédélé gegründet wurde. Alpine wurde 1978 zum Tochterunternehmen von Renault und gehört seit Januar 2013 je zur Hälfte dem Sportwagenhersteller Caterham Cars und Renault. |              |
| 1959–1968                     | Floride/Caravelle         | Die Cabrio- und Coupé-Varianten auf Basis der Dauphine. Sie wurden primär für den amerikanischen Markt ausgelegt. Außerhalb der USA waren die Fahrzeuge in den ersten vier Jahren als Floride bekannt, erhielten 1963 auch in Europa den Namen Caravelle. Als die Dauphine eingestellt wurde, folgte eine Überarbeitung und Umstellung der Motoren, die nun vom R8 stammten. |              |
| 1971–1979                     | Renault 15                | Ein Coupé auf Basis der R12 mit bis zu 90 PS (R15 TS). Der R15 TL hatte einen Vierzylinder-Reihenmotor mit 1289 cm³ Hubraum (Vmax 150 km/h). Die Vorderräder sind einzeln an Querlenkern mit Schraubenfedern aufgehängt und mit hydraulischen Teleskopstoßdämpfern und Stabilisatoren versehen. Das gleichzeitig erschienene Modell R15 TS hatte einen Motor mit 1565 cm³ Hubraum und erreichte 170 km/h. Alternativ waren ein handgeschaltetes Vierganggetriebe mit Mittelschaltung oder eine dreistufige Automatik erhältlich. 1975 erhielten die Modelle TS und Automatic einen größeren Motor mit 1605 cm³ Hubraum. Im Frühjahr 1976 wurden Front und Heck aller Modelle überarbeitet (breitere Scheinwerfer). Der R15 GTL erhielt eine bessere Ausstattung (z. B. Einzelsitze vorn). Im Sommer 1979 wurde die Fertigung eingestellt. |              |
| 1971–1979                     | Renault 17                | Der Renault 17 ist bis auf Seitenteile (andere Fensterteilung) und Motor dem R15 baugleich. Der Renault 17 TL hat einen Vierzylinder-Reihenmotor mit 1565 cm³ Hubraum (Vmax: 170 km/h). Vorne sind Scheibenbremsen eingebaut, hinten Trommelbremsen. Neben der Coupé-Version gab es einen R17 Targa, bei dem das Dachmittelteil herausgenommen werden kann. Das gleichzeitig erschienene Modell Renault 17 TS erreichte aus 108 PS 180 km/h. Alternativ waren ein handgeschaltetes Vierganggetriebe mit Mittelschaltung oder eine dreistufige Automatik erhältlich. Mitte 1974 wurde der R17 TS (auf Grund des Wegfalls des R12 Gordini) in Renault 17 Gordini umbenannt. Im Frühjahr 1976 erhielt der TS einen neuen Motor mit 1647 cm³ Hubraum, mit dem er 170 km/h erreichte. Zudem wurde er auch äußerlich überarbeitet. Die Produktion endete im Sommer 1979. |              |
| 1979–1986                     | Renault Fuego             | Ein Coupé mit großer kuppelartiger Heckklappe auf Basis des R18, das im Frühjahr 1980 die Modelle R15 und R17 beerbte. Seine Motoren leisteten zwischen 64 (1,4 l) und 132 PS (1,6-l-Turbo). Mitte 1984 wurde die Karosserie sowie der Innenraum leicht überarbeitet. In Frankreich war der Fuego mit einem Dieselmotor erhältlich. Anfang 1986 wurde die Produktion in Frankreich eingestellt, in Südamerika lief das Fahrzeug noch bis Ende 1992 vom Band. |              |
| 1995–1999                     | Spider                    | Offener Zweisitzer-Roadster. In seiner Bauzeit wurde er auch in Straßenversion mit Windabweiser oder mit einer beheizbaren Windschutzscheibe hergestellt. Tragende Struktur des Spider ist ein Aluminium-Fachwerk, bestehend aus einem Hauptrahmen sowie zwei Hilfsrahmen vorne und hinten. Der Mittelmotor im hinteren Hilfsrahmen ist quer eingebaut und leistet aus 2 Litern Hubraum 108 kW (147 PS). Alle Räder sind einzeln aufgehängt, vorn an doppelten Dreieckslenkern und hinten an Dreiecksquer- und -längslenkern, an beiden Achsen gibt es Stabilisatoren. Vorne sind die Feder-Dämpfer-Einheiten quer und liegend eingebaut, um die geringe Bauhöhe der Karosserie zu ermöglichen. Die Außenhaut des Spiders besteht aus GfK und ist mit dem Chassis verschraubt. Das Gewicht der stabilen GfK-Verkleidung ist für das relativ hohe Gesamtgewicht des Spider von ca. 965 kg verantwortlich. Für die entsprechende, renntaugliche Verzögerung sorgt die ursprünglich für den Alpine 610 Turbo entwickelte Scheibenbremsanlage. |              |
| 2001–2003                     | Avantime                  | Ein exklusives Van-Coupé auf Basis des Espace III, das ab Herbst 2001 angeboten wurde. Allerdings wurde aufgrund der Schließung des Fertigungsbetriebs Romorantin-Lanthenay von Matra bereits nach ca. 8500 Exemplaren im Frühjahr 2003 die Produktion eingestellt. |              |
| 2008–2015                     | Laguna Coupé              | Das Coupé auf Plattform des Laguna III ist seit November 2008 beim Händler. Die Karosserie des Coupés ist kürzer (−52 mm) und flacher (−40 mm) als bei der Laguna Limousine. Als Antrieb soll es außer einem neuentwickelten 3,0-l-V6-Dieselmotor mit 173 kW (235 PS), die 2,0-l-dCi-Motoren aus dem Laguna II Phase 2 geben. Als Ottomotoren sind der von Nissan stammende 3,5-l-V6-Motor mit 175 kW (238 PS), der u. a. auch im 350Z und gedrosselt auch im Espace sowie im Vel Satis eingebaut wird, sowie neue direkteinspritzende Zweiliter-Motoren erhältlich. Dabei sind alle Dieselmotoren, bis auf den 1,5-l-dCi, serienmäßig mit einem Rußpartikelfilter ausgestattet. Die V6-Motoren sind dem Coupé vorbehalten. |              |
| 2009–2016                     | Mégane Coupé              | Seit dem 23. Januar 2009 ist die dritte Generation des Renault Mégane Coupé auf dem Markt. Es hat eine eigenständige Karosserie und ist serienmäßig mit einem sportlicheren Fahrwerk (12 mm tiefer als der Fünftürer) und Leichtmetallrädern ausgestattet. Im November 2009 folgte die Sportversion RS vom Mégane Coupé mit einem 2,0-l-16V-Turbomotor (TCe), der 184 kW (250 PS) leistet. |              |
| 2010–2013                     | Wind                      | Im Sommer 2010 führte Renault den auf dem Twingo II basierenden Wind ein. Es handelte sich hierbei um ein Coupé-Cabrio, das über ein elektrisch versenkbares Hardtop verfügt und als reiner Zweisitzer konzipiert war. Er wurde nur mit den beiden stärksten Ottomotoren (1,2 TCe mit 102 PS und 1,6 mit 133 PS) des Twingo III angeboten. Auch eine sportliche Version namens Gordini war zeitweise erhältlich. Mitte 2013 stellte Renault die Fertigung ein. |              |
| SUV                           |                           | |              |
| seit 2008                     | Koleos                    | Der Koleos ist nach dem Scénic RX4 bzw. Scénic Conquest das zweite Sport Utility Vehicle von Renault. In Europa wird er seit Sommer 2008 angeboten. Der Koleos wurde von der Renault-Designabteilung in Zusammenarbeit mit dem Designzentrum von Renault Samsung Motors in Korea entwickelt. In Ostasien wird das Fahrzeug als Samsung QM5 vertrieben. Er teilt sich die Plattform mit dem Nissan X-Trail. Gebaut wird der Koleos im Samsung Hauptwerk (Busan, Südkorea). Für den Koleos gibt es zwei 2-Liter-Turbodieselmotoren mit Common-Rail-Einspritzung und 110 bzw. 127 kW (150 bzw. 173 PS) sowie einen 2,5-Liter-Ottomotor mit 126 kW (172 PS). 2011 und 2013 wurde der Koleos überarbeitet. Mitte 2015 wurde die Produktion eingestellt. Seit Ende 2016 ist der Nachfolger auf dem Markt. |              |
| 2013–2019                     | Captur I                  | Der Renault Captur wurde Mitte 2013 als Nachfolger des Modus eingeführt. Technisch basiert er auf der vierten Generation des Renault Clio. Es werden vorerst drei Motoren angeboten, davon zwei Turbobenziner mit 66 kW (90 PS) bzw. 88 kW (120 PS) und ein Turbodiesel mit 66 kW (90 PS). |              |
| 2015–2022                     | Kadjar                    | Der Kadjar baut auf der Renault-Nissan-Allianz-Plattform Common Module Family (kurz: CMF), auf der auch der Anfang 2014 eingeführte Nissan Qashqai basiert. Im Vergleich zum Qashqai ist der Kadjar sieben Zentimeter länger und vier Zentimeter breiter. |              |
| seit 2019                     | Captur II                 | Die zweite Generation Renault Captur wurde im Juli 2019 vorgestellt. Technisch basiert er auf der fünften Generation des Renault Clio. |              |
| seit 2021                     | Arkana                    | SUV-Coupé auf Basis des Captur II. |              |
| seit 2022                     | Austral                   | Ende 2022 löste der Austral den 2015 eingeführten Kadjar ab. Der Austral basiert auch wieder auf dem Nissan Qashqai. |              |
| seit 2023                     | Espace VI                 | Die sechste Generation des Espace basiert auf dem Austral und ist erstmals ein SUV. Sie wurde im März 2023 vorgestellt. |              |
| seit 2024                     | Rafale                    | Den gleichen Radstand wie der Espace VI hat der als SUV-Coupé vermarktete Rafale. Er wurde im Juni 2023 präsentiert und soll Anfang 2024 auf den Markt kommen. |              |
| seit 2024                     | Scénic E-Tech             | Elektrisch angetriebener SUV, der außerdem das Nachfolgemodell des Vans Scénic ist. |              |
| seit 2024                     | Kardian                   | In Brasilien gebautes SUV. |              |
| seit 2024                     | Symbioz                   | Hybrid-SUV, das in der Modellpalette zwischen Captur und Austral positioniert ist. Es wurde im Mai 2024 vorgestellt. |              |
| seit 2025                     | 4 E-Tech                  | Elektrisch angetriebenes SUV, dessen Prototyp im Oktober 2022 auf dem Pariser Autosalon vorgestellt wurde. |              |
| ab 2025                       | Boreal                    | 4,56 Meter langes SUV, das in Brasilien und der Türkei hergestellt wird. |              |
| Vans                          |                           | |              |
| 1950–1957                     | Colorale                  | Der Colorale war die erste Nachkriegsentwicklung von Renault, die in Serie ging (4CV und Juvaquatre waren Kriegs- bzw. Vorkriegs-Entwicklungen) und der eine ganz bestimmte Klientel ansprach: Die Baubranche, Kommunen und Land- und Forstwirte. Der 4CV war das Fahrzeug, das die Franzosen wieder mobil machte, der Juvaquatre, besonders als Kombi 300 kg, war das Fahrzeug für Handwerk und Handel. Der Colorale sollte für den harten Alltagseinsatz herhalten. Der Name, ein Kunstwort aus Coloniale und Nurale zusammengesetzt, sollte das dem Käufer suggerieren. Es wurde in vielen Varianten hergestellt. Als Kombi (z. B. für den Einsatz im Taxibetrieb), als Abschleppwagen, als Transporter, sogar als Modell Savanne wurde er angeboten, ohne Seitenscheiben, dafür mit Lederrollos. |              |
| 1984–1990                     | Espace I                  | Der Espace (interne Bezeichnung: J11) kam im Frühjahr 1984 als erste Großraumlimousine europäischer Herkunft auf den Markt. Das Modell wurde von Matra entwickelt und produziert, ursprünglich vorgesehen zum Verkauf als Talbot. Allerdings war der PSA-Konzern von dem Konzept nicht mehr überzeugt, nachdem der Espace fertig entwickelt war. Renault erkannte das Potential, stattete die ersten Prototypen mit der Technik des R18 aus. Seine Konstruktion (Stahlchassis mit GfK-Karosserie) sowie sein Rostschutz (per Tauchverfahren im Zinkbad) und seine Innenraumgestaltung (erster Van weltweit mit herausnehmbaren Einzelsitzen hinten und drehbaren Vordersitzen) hatte es so vorher nicht gegeben. Die verwendeten Motoren stammten aus dem R18 bzw. R20/R30: Anfangs ein 2,0-l-Vergasermotor mit 81 kW (110 PS) sowie ein 2,1-l-Turbodiesel mit 65 kW (88 PS), später ein 2,2-l-Einspritzmotor mit 79 kW (107 PS). Der Vergasermotor wurde ab Anfang 1988 mit dem gleichzeitigen Facelift in Deutschland nicht mehr angeboten, aber nun waren erstmals Allradantrieb und Klimaanlage lieferbar. |              |
| 1991–1996                     | Espace II                 | Der Espace II (interne Bezeichnung: J63) war eine Weiterentwicklung auf Basis des Espace I mit einer völlig neu gestalteten, jetzt stark abgerundeten Kunststoffkarosserie. Durch die Abrundung der Front passte jetzt der V6-Motor aus dem R25 (2,9 l; 110 kW / 150 PS) unter die weiterhin kurze Haube. Auch war jetzt in Verbindung mit beiden Ottomotoren eine Vierstufenautomatik lieferbar. Ansonsten unterschied sich der Espace II nur äußerlich vom Espace I. Das änderte sich 1994, als nach einem katastrophalen Crashtest ein Fahrerairbag und Gurtstraffer eingeführt und die Karosserie verstärkt wurde. |              |
| 1996–2003                     | Scénic I                  | Kompaktvan auf Basis des Mégane I. Er wurde anfangs sogar als Mégane Scénic, nach dem Facelift im Sommer 1999 als Scénic verkauft und wurde damit als eigenständiges Modell in der Historie weitergeführt. Ab Herbst 2000 gab es ihn noch zusätzlich mit Allradantrieb und SUV-Optik als Scénic RX4. |              |
| 1996–2002                     | Espace III                | Auch der Espace III (interne Bezeichnung: JE) wurde von Matra entwickelt und produziert. Erstmals war der Motor (analog zum Safrane) quer eingebaut, weshalb er nicht mehr mit Allradantrieb geliefert wurde, da dieser zu aufwendig zu realisieren gewesen wäre. Das vollverzinkte Stahlchassis mit der GFK-Karosserie blieb aber erhalten. Die Produktion startete im Oktober 1996 (in Deutschland verfügbar ab Anfang 1997). Auf der IAA 1997 wurde Anfang 1998 eine um 30 cm verlängerte Version als Grand Espace präsentiert. Die Leistungsspanne der Antriebe reichte von 72 kW (98 PS) beim 1,9-l-dTi bis zu 140 kW (190 PS) beim 3,0-l-24V. Die V6-Modelle waren (im Gegensatz zum Vorgänger) ausschließlich mit Automatikgetriebe verfügbar. Anders als den Vorgänger gab es ihn mit digitalen Anzeigen. |              |
| 2002–2014                     | Espace IV                 | Der Espace IV (interne Bezeichnung: JK; von Anfang an auch als Grand Espace erhältlich) war mit Stahlblechkarosserie von Grund auf neu entwickelt. Er wurde nicht mehr von Matra, sondern bei Renault produziert. Wegen der nun in den Rücksitzen integrierten Gurte sind diese wesentlich schwerer als bei den früheren Modellen. Die Motorpalette begann mit dem 1,9-l-dCi mit 89 kW (120 PS) und endete beim 3,5-l-24V mit 177 kW (241 PS). Nach drei Modellpflegen (2006, 2010 und 2012) lief Ende 2014 die Produktion des vierten Espace aus. |              |
| 2003–2009                     | Scénic II                 | Kompaktvan auf Basis des Mégane II. Diesmal gab es erstmals auch eine Langversion, die seitdem auf den Namen Grand Scénic hört. 2006 erfolgte eine Modellpflege, die dem Mégane entsprach und nun die aktuelle Designlinie zeigte. Auch hier gab es ein Modell in SUV-Optik, Scénic Conquest genannt. |              |
| 2004–2012                     | Modus                     | Ein Minivan, der vom Twingo I und Clio II abgeleitet ist. Im Frühjahr 2008 erhielt er ein Facelift, das sowohl optische (andere Scheinwerfer und Heckleuchten) als auch technische Neuerungen (neue Motoren) brachte. |              |
| 2009–2016                     | Scénic III                | Kompaktvan auf Plattform des Mégane III. Auch ihn gibt es wieder als Standard- und Langversion, jedoch besitzen sie erstmals unterschiedliche Heckpartien. Ein erstes Facelift erfolgte Anfang 2012, bei dem LED-Lichter und weitere Assistenz-Systeme ins Programm aufgenommen wurden. Im Frühjahr 2013 wurden die Scénic-Modelle ein weiteres Mal modifiziert. Seitdem gibt es auch wieder eine höhergelegene Variante, die nun X-MOD genannt wird. |              |
| 2015–2023                     | Espace V                  | Mit der im Frühjahr 2015 eingeführten fünften Espace-Reihe wurde aus der einstigen klassischen Großraumlimousine ein modernes Crossover-Fahrzeug, das nun die Elemente von Van als auch SUV verbindet. Im Sortiment stehen ein Benziner und zwei Dieselmotoren. |              |
| 2016–2023                     | Scénic IV                 | Kompaktvan auf Basis des Mégane IV. Auch wieder als Langversion erhältlich. |              |
| Kastenwagen                   |                           | |              |
| 1965–1992                     | Renault 4 F4 / F6         | Der Plattformrahmen des R4 ermöglichte es, darauf auch andere Karosserievarianten zu montieren. So gab es ihn zwischen Mitte 1965 und Ende 1992 als Kastenwagen Renault 4 F4 und zwischen Anfang 1975 und Ende 1990 als Renault 4 F6 mit 20 cm längerem Radstand und Aufbau. |              |
| 1985–1998                     | Rapid                     | Der Rapid war ein beliebter Kastenwagen, der auf der zweiten Generation des Renault 5 basierte und Mitte 1985 eingeführt wurde. Zwei Überarbeitungen erfolgten Mitte 1991 und Anfang 1994. |              |
| 1998–2007                     | Kangoo I                  | Der Kangoo war nach dem im Herbst 1996 erschienenen Citroën Berlingo der zweite Hochdachkombi und der erste mit einer, später auch mit zwei seitlichen Schiebetüren. Der Kangoo hat hinten eine Drehstabfederung. Als Basis diente der Clio II. Im Frühjahr 2003 kam ein überarbeitetes Modell auf den Markt, dessen Frontpartie an die anderen Renault-Modelle angeglichen wurde. Im Oktober 2005 wurde nochmals ein leichtes Facelift durchgeführt. Der erste Kangoo wurde mehr als 2,2 Millionen Mal verkauft. Baugleich ist der Nissan Kubistar. |              |
| 2008–2021                     | Kangoo II                 | Auf der IAA 2007 stellte Renault eine Neuauflage des Kangoo vor. Dieser kam Anfang 2008 in den Handel. Die Plattform X61 basiert nicht mehr auf dem Clio, sondern auf Mégane und Scénic. Der Kangoo wurde um 178 mm länger und misst nun 4.214 mm, was vor allem dem Innenraum zugutekam. Neu sind u. a. ein höhenverstellbarer Sitz, ein höhenverstellbares Lenkrad sowie elektrisch versenkbare Seitenscheiben in den Schiebetüren. Erstmals ist der Kangoo auch mit FAP (Rußpartikelfilter) und sechs Gängen erhältlich. Seit Anfang 2009 gibt es auch eine Lifestyle-Variante mit drei Türen, die Kangoo be bop heißt. 2012 erhielt der Kangoo Z.E. die Auszeichnung Van of the Year. Mitte 2013 erhielt er ein Facelift. Seit Oktober 2012 wird im französischen Renault-Werk auch der Mercedes-Benz Citan hergestellt, der auf dem Kangoo basiert. |              |
| seit 2021                     | Kangoo III                | Die dritte Generation des Kangoo wurde im November 2020 vorgestellt. Im Frühjahr 2021 kam sie in den Handel. Neben einer Pkw-Version gibt es eine Nutzfahrzeug-Version (Rapid). Um das Beladen zu erleichtern, verzichtet der Rapid auf der rechten Seite auf eine B-Säule. |              |
| 2021–2024                     | Express                   | Als preisgünstiges Nachfolgemodell des Dacia Dokker führte Renault parallel zum Kangoo Rapid den Express ein. Ihn gab es nur als Nutzfahrzeug. |              |
| Kleintransporter              |                           | |              |
| 1945–1965                     | Voltigeur/Goélette        | |              |
| 1959–1980                     | Estafette                 | Der Estafette war ein in Frankreich sehr verbreiteter Kleintransporter von Renault. Die französische Polizei nutzte ihn als Mannschaftswagen. Er wurde 21 Jahre lang in drei Generationen mit insgesamt 530.000 Exemplaren gebaut. |              |
| 1980–1997                     | Master I                  | |              |
| 1980–2001                     | Trafic I                  | |              |
| 1997–2010                     | Master II                 | Baugleich mit Nissan Interstar und Opel Movano. 2003 erfolgte eine umfassende Modellpflege. |              |
| 2001–2014                     | Trafic II                 | Auch als Evado (Familienkleinbus); baugleich mit Nissan Primastar und Opel Vivaro |              |
| 2010–2024                     | Master III                | |              |
| seit 2014                     | Trafic III                | weiterhin baugleich mit Nissan NV300, Opel Vivaro und Fiat Talento |              |
| seit 2024                     | Master IV                 | |              |
| Pick-ups                      |                           | |              |
| seit 2015                     | Oroch                     | Der Oroch ist ein Pick-up auf Basis der ersten Generation des Dacia Duster. Gebaut wird er in Brasilien. |              |
| seit 2017                     | Alaskan                   | Das Fahrzeug teilt sich die Plattform mit dem Nissan Navara und der Mercedes-Benz X-Klasse. |              |

### Modelle außerhalb Europas
Für Märkte außerhalb Westeuropas wurden außer Renault-Modellen auch Modelle von Kooperationspartnern als Renault vermarktet.

## Typenbezeichnungen

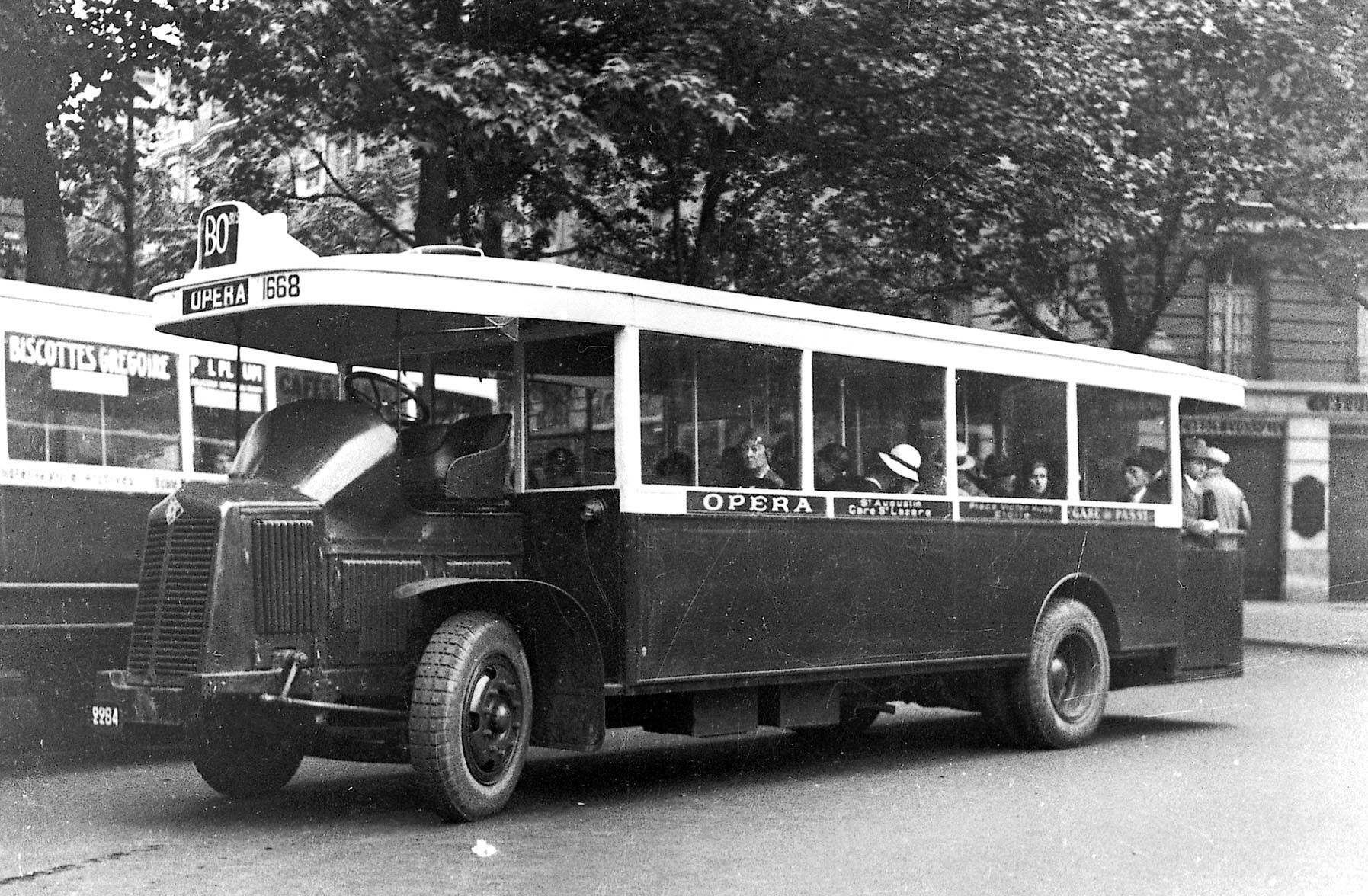
TN4A des Jahres 1931

1930 war Renault das einzige französische Unternehmen, das vom Automobil über Traktoren, Panzer, Busse, Schienenfahrzeuge, Schiffs- und Flugzeugmotoren etc. das ganze Spektrum moderner Transportmittel erfasste. Neuentwicklungen wurden chronologisch zunächst mit den Buchstaben A bis Z, danach mit den Buchstabenfolgen AA, AB … ZZ und schließlich AAA usw. bezeichnet. So trug das legendäre „Taxi de la Marne“ des Jahres 1907 die beiden Buchstaben AG, der 1916 entwickelte FT war hingegen ein Panzer. Der VH aus dem Jahr 1933 und der ABJ (1936) waren Dieseltriebwagen. Die ab 1931 gebauten Pariser Omnibusse wurden als TN herausgebracht. Diese Methode wurde bis zur Verstaatlichung des Unternehmens im Jahr 1945 beibehalten.
Bezeichnungen wie AH, TN oder ABJ haben daher keinen direkten Bezug zum Fahrzeugtyp. Sie resultieren lediglich aus dem ersten Baujahr und ermöglichen Rückschlüsse auf ihren Ort innerhalb der zeitlichen Reihenfolge. Ab 1945 erhielten Neuentwicklungen eine vierstellige Nummer mit einem vorgestellten „R“ für Régie (staatlicher Betrieb). Die ersten drei Ziffern bezeichneten das Projekt und die letzte Ziffer die Version. Die Gasturbinenlok 040 GA aus dem Jahr 1952 trug somit die Bezeichnung R5070, der Kleinwagen Renault 4 wurde als R1120 entwickelt.

## Logos im Laufe der Zeit

Das Renault-Medaillon mit den Initialen der Brüder Louis, Fernand und Marcel Renault. 1900 bis 1906
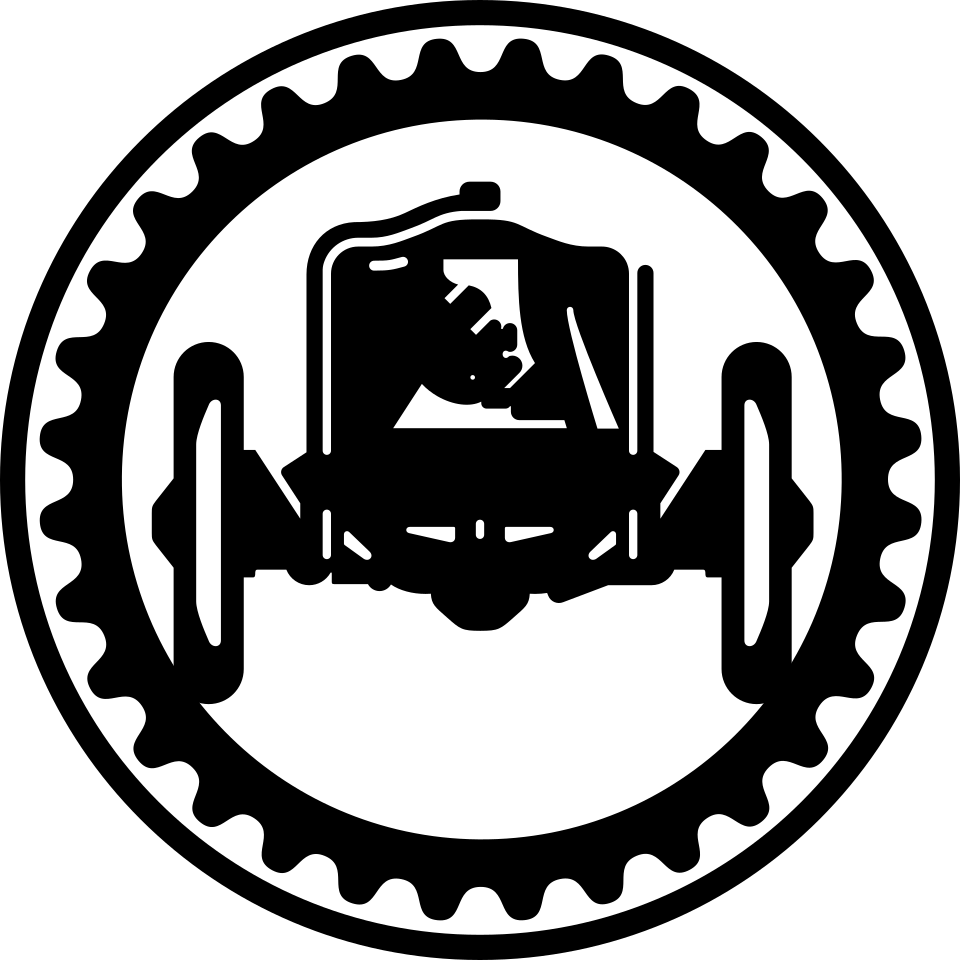
Das Automobil-Emblem kreiert anlässlich der Aufnahme der ersten Großserienproduktion Renaults. 1906 bis 1919
Das Panzer-Logo wurde eingeführt, da Renault nach dem Ersten Weltkrieg vorwiegend Panzer für das französische Militär herstellte. 1919 bis 1923
Das Gitter-Form-Logo mit Renault-Schriftzug. 1923 bis 1925
Der Renault-Diamant vor der Verstaatlichung Renaults. 1925 bis 1946
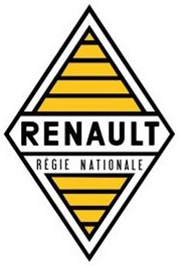
Der Renault-Diamant nach der Verstaatlichung Renaults. 1946 bis 1959
Der Renault-Diamant in Anlehnung an dessen Ursprungsform. 1959 bis 1972
Der modernisierte Renault-Diamant mit 3D-Effekt von Victor Vasarely. 1972 bis 1981
1981 bis 1992
Das Relief-Logo nach Überarbeitung des alten Renault-Diamanten. 1992 bis 2004
Das Fotologo mit separatem Renault-Schriftzug. 2004 bis 2007
Das Fotologo mit eingearbeitetem Renault-Schriftzug. 2007 bis 2015
Der Renault-Diamant wieder mit 3D-Effekt. seit 2021

Das Logo kann ab 1972 als geknicktes Band interpretiert werden und hat in diesem Fall Ähnlichkeit mit einer Unmöglichen Figur.

## Unternehmenschefs von Renault
| 1. Louis Renault (1898–1944) 2. Pierre Lefaucheux (1945–1955) 3. Pierre Dreyfus (1955–1975) 4. Bernard Vernier-Palliez (1975–1981) 5. Bernard Hanon (1982–1985) 6. Georges Besse (1985/1986) 7. Raymond H. Lévy (1986–1992) 8. Louis Schweitzer (1992–2005) 9. Carlos Ghosn (2005–2019) 10. Jean-Dominique Senard (2019–2020) 11. Luca de Meo (2020–2025) 12. François Provost (2025–heute) |